# Esglésies de Sant Pere de Terrassa
Les esglésies de Sant Pere de Terrassa (Seu d'Ègara) són un conjunt monumental format per les esglésies romàniques de Sant Pere, Sant Miquel i Santa Maria, situades a la confluència dels torrents de Vallparadís i Monner, a l'antic nucli visigòtic d'Ègara, origen del poble de Sant Pere de Terrassa, avui barri terrassenc.
Són testimoni de la seu episcopal del bisbat d'Ègara, constituït cap a l'any 450. Sobre una basílica paleocristiana es va construir l'antiga Catedral d'Ègara. Quan el bisbat va desaparèixer al segle viii, el conjunt va perdre poder i l'antiga catedral va ser reconstruïda amb unes dimensions molt menors, ja de factura romànica. L'espai és actualment ocupat per l'església de Santa Maria, del segle xii, on s'hi va instal·lar una canònica augustiniana provinent de l'abadia de Sant Ruf d'Avinyó, a França, que hi romandria fins al 1592.
Pel que fa a l'església de Sant Pere, parròquia de Terrassa, va perdre la condició parroquial l'any 1601, quan el priorat i la parroquialitat van ser traslladats al Sant Esperit de Terrassa, tot i que la va recuperar al segle xix. Al primer terç del segle xx les tres esglésies van ser objecte d'estudi i restauració per part de Josep Puig i Cadafalch, que també va fer excavacions a Santa Maria i Sant Miquel. El conjunt fou declarat monument nacional del 1931 i bé d'interès historicoartístic el 1985.
El conjunt monumental de les esglésies de Sant Pere i el patrimoni arqueològic i artístic que contenen constitueixen un element excepcional del patrimoni històric i artístic català, ja que abasta un període ininterromput que va des de l'època ibèrica fins a l'actualitat. Són considerades el conjunt artístic més important de la ciutat i una de les joies de l'art romànic català. Durant els primers anys del segle XXI van ser objecte d'una important reordenació museogràfica, inaugurada l'octubre del 2009. Actualment formen part del Museu de Terrassa.

## Història

### El bisbat d'Ègara

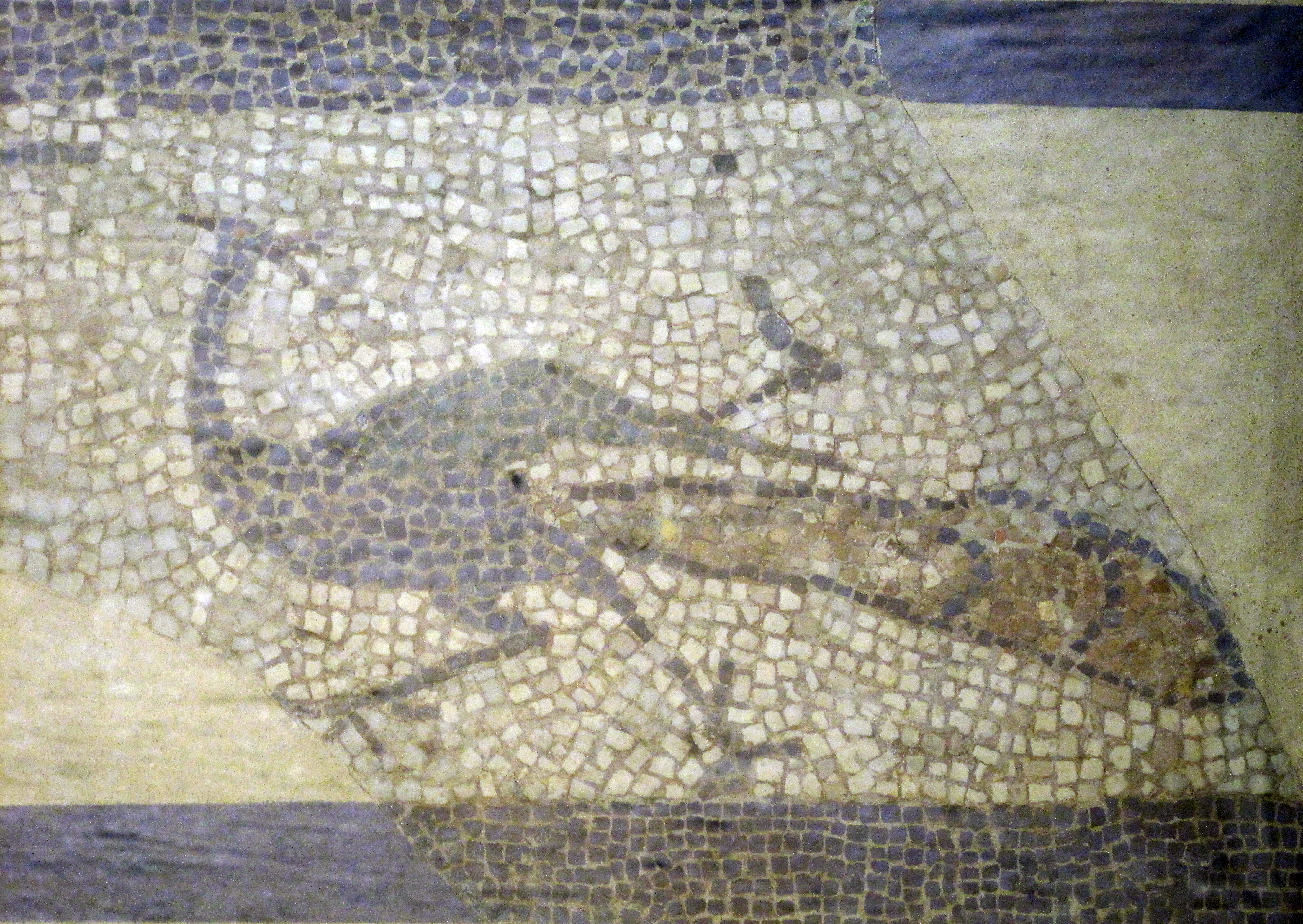
Mosaic amb paó, de l'antiga Seu d'Ègara

Durant el procés de romanització de la península Ibèrica es van crear diversos assentaments al llarg de tot el territori. L'Ègara romana fou fundada com a municipi per l'emperador Vespasià (69-79 dC), i les institucions centrals del municipi eren situades on actualment hi ha les esglésies de Sant Pere. Aquesta teoria està basada en l'existència de dos pedestals epigràfics reaprofitats per a la reconstrucció de l'església de Santa Maria, així com les restes d'una vil·la romana i diversos enterraments trobats, que fan pensar en l'existència d'una necròpoli.
El municipi va arribar a la màxima esplendor amb la creació del bisbat d'Ègara com a seu episcopal, cosa de la qual es té constància escrita des de l'any 450, com una segregació del bisbat de Barcelona, duta a terme pel bisbe Nundinari, amb què es constitueix un nou centre de poder religiós i administratiu. Es creu que es va triar Ègara per la seva importància com a municipi i la seva situació geogràfica en l'època de les invasions bàrbares. El mes de gener de l'any 615 s'hi va celebrar el Concili d'Ègara, un concili provincial de la Tarraconense al qual hi van assistir catorze bisbes.
El bisbat d'Ègara perduraria fins a la invasió sarraïna, al segle viii. El 711 va tenir lloc la batalla de Guadalete, que significaria el final del regnat visigot i l'inici del domini àrab. El rastre del bisbat es perd durant la invasió sarraïna del segle VIII: la presència d'un delegat de Joan d'Ègara al Concili de Toledo, l'any 693, és l'últim fet contrastat de la seva existència.

### Construcció dels edificis

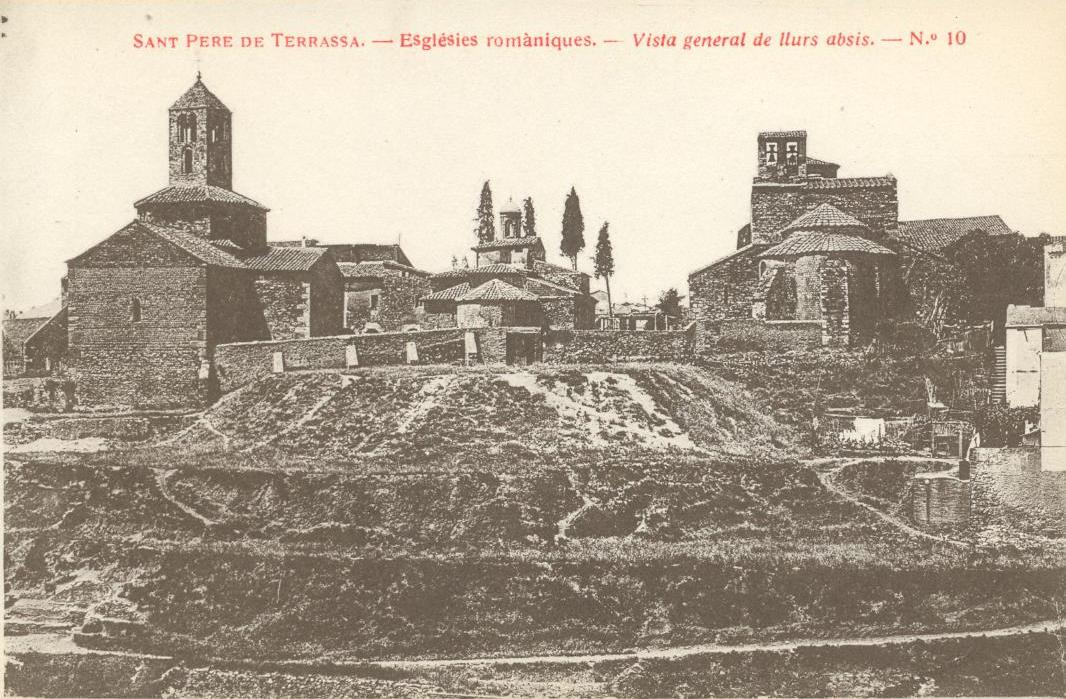
Antiga postal de les esglésies de Sant Pere de Terrassa

La seu del bisbat es va construir en un turó situat entre els dos braços d'un torrent, probablement vora l'emplaçament del centre de l'antiga Ègara romana, damunt una església paleocristiana de la qual encara es conserven restes. Era l'època en què el cristianisme passava de ser religió tolerada a finalment oficial.
Primer es va construir una basílica, i posteriorment una catedral, a l'espai actualment ocupat per l'església de Santa Maria i per l'antiga rectoria. El procés de construcció es va allargar més d'un segle. Es va construir també un santuari amb finalitats funeràries –l'actual església de Sant Miquel–, que disposava d'una cripta subterrània. Als voltants del recintes s'han trobat dos tipus de tombes distribuïdes de forma aparentment aleatòria. Unes, de forma rectangular, pertanyen a la necròpolis de l'època episcopal (segle vi). Les altres, de forma antropomòrfica, són més tardanes i corresponen a l'època carolíngia (segles IX-X). Gairebé totes són orientades cap a l'est, segons el simbolisme clàssic cristià.
Durant aquest període també es va bastir una església parroquial, l'actual església de Sant Pere. Posteriorment es va edificar el palau episcopal al costat de la catedral. Tot el conjunt d'edificis es va eixamplar progressivament amb el pas dels anys i la consolidació del poder episcopal. Prenia forma, així, un conjunt monumental que s'erigeix com una mostra única de l'art cristià occidental d'aquest període, el de màxima esplendor del bisbat d'Ègara. Les esglésies van quedar enllestides segons la forma actual cap als segles xi i xii i són de factura romànica, edificades sobre antics edificis preromànics de l'època visigòtica, quan la ciutat encara no era seu episcopal.

### Canònica agustina i pèrdua de la parròquia

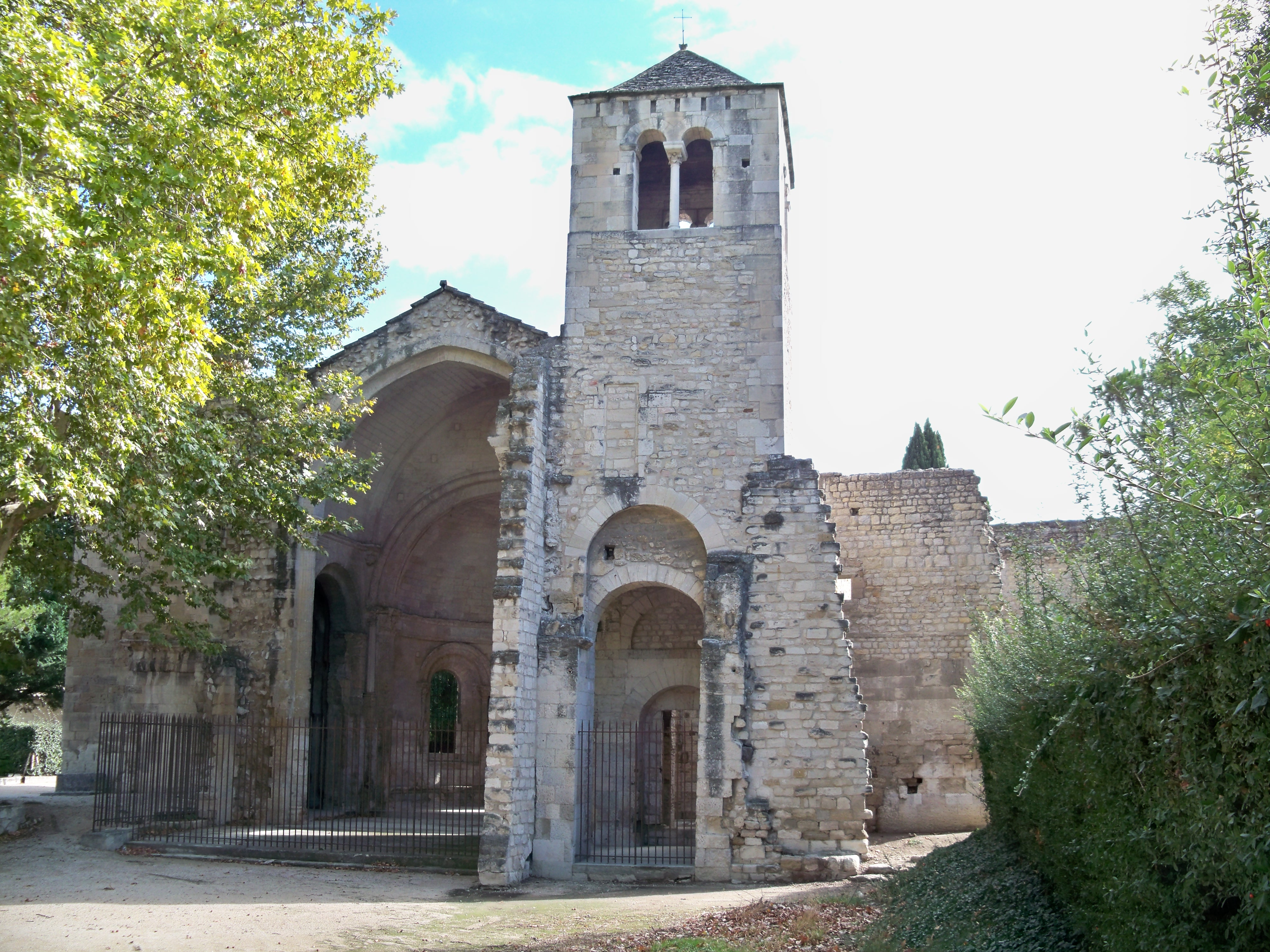
Abadia de Sant Ruf d'Avinyó

A partir de l'any 1000 els comtats catalans ja tenen una consolidació més significativa, amb la frontera amb l'Àndalus cada vegada més lluny d'Ègara. La consolidació de la Corona d'Aragó obra una nova etapa històrica d'esplendor de Catalunya com a potència mediterrània, fet que permet que el conjunt d'esglésies experimenti diverses modificacions i reformes, incloent unes destacades pintures murals, fins que el 1112 es consagra l'església.

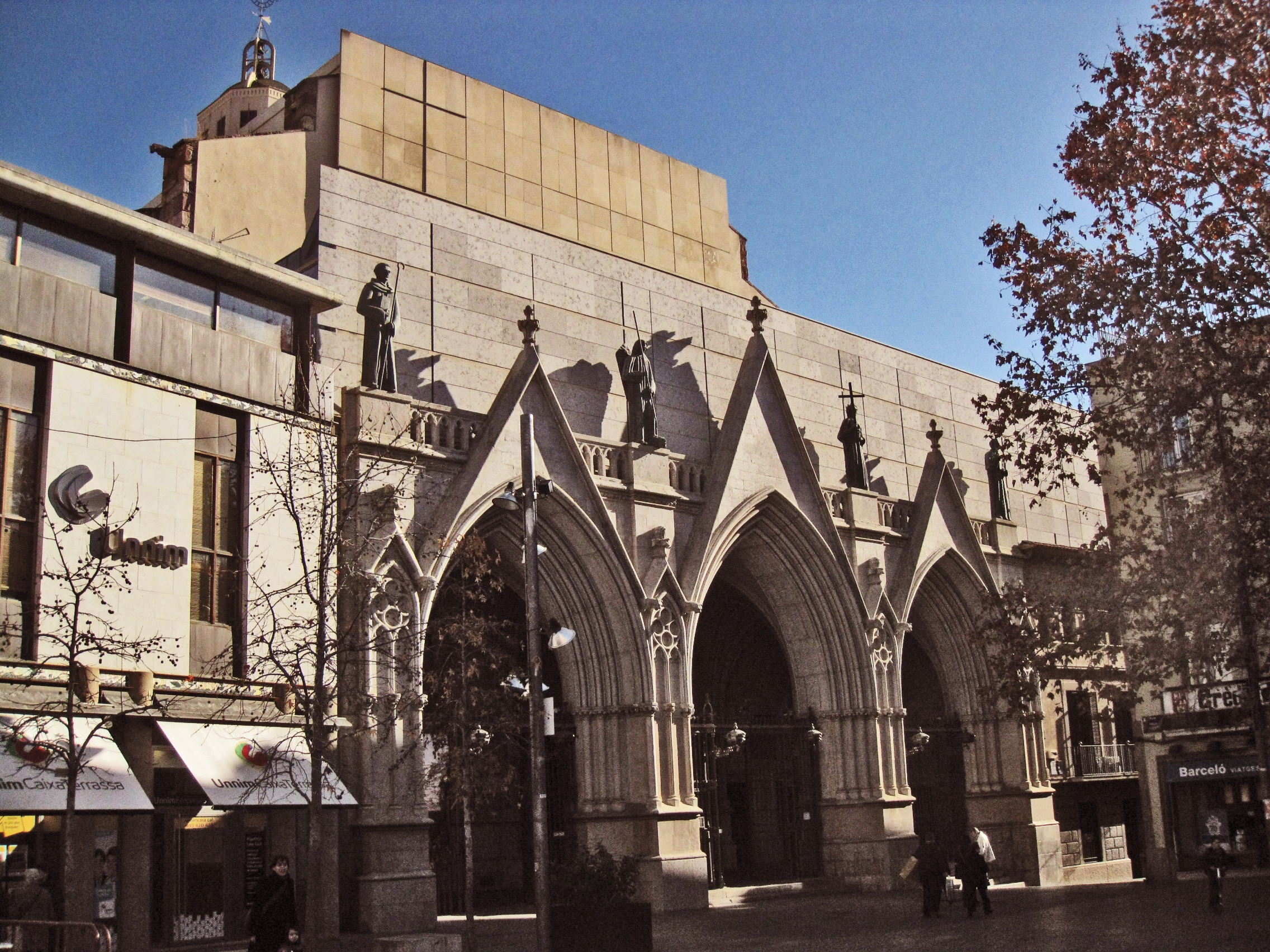
Basílica del Sant Esperit, actual Catedral de Terrassa

Al segle xii, a Santa Maria s'hi va instal·lar una canònica agustiniana provinent de l'abadia de Sant Ruf d'Avinyó, que va durar fins al 1592. Per la seva banda, l'església de Sant Pere d'Ègara, seu de la parròquia, va perdre la seva condició parroquial el 1601, en què va passar a la nova basílica del Sant Esperit del nucli de Terrassa, avui catedral del bisbat de Terrassa, fet que provoca que el conjunt entri en una certa decadència.
Les primeres recerques sobre la història del conjunt van ser iniciades des de la parròquia de Sant Pere mateix, amb personatges com el pare Francisco Diago (1603), el mossèn Joan Arnella –que hi va iniciar processos de restauració el 1611– o el pare Fèlix Torres i Amat, qui hi faria les primeres intervencions arqueològiques el 1818. Al segle xix Sant Pere va recuperar la parroquialitat.

### Declaració de monument i museïtzació
Arquitectes, arqueòlegs i historiadors, entre els quals destaquen Francesc de Paula Villar, Lluís Muncunill, Josep Puig i Cadafalch, Josep de C. Serra Ràfols o Jordi Ambròs, van continuar les recerques sobre el conjunt monumental en diferents moments del segle xx, amb l'objectiu de descobrir la història de l'Ègara romana i del conjunt episcopal. En destaca especialment el treball de Josep Puig i Cadafalch, qui va realitzar un profund estudi historicoartístic del conjunt, així com una restauració i excavacions a Santa Maria i Sant Miquel. Puig i Cadafalch, que coneixia construccions com la font baptismal del patriarca Callisto, va aventurar que Sant Miquel –de planta quadrada amb creu grega inscrita i actualment considerada una església mausoleu– era un baptisteri i, en ocupar-se de la reconstrucció del conjunt episcopal d'Ègara, va afegir-hi una piscina central envoltada per les vuit columnes. Pere Antoni Ventalló va analitzar els elements constructius a l'interior de Sant Miquel abans de les intervencions de Puig i Cadafalch.
El conjunt fou declarat monument nacional el 1931, i bé d'interès historicoartístic el 1985. Avui dia les esglésies són una de les sis seccions del Museu de Terrassa, que inclou edificis com el Castell Cartoixa de Vallparadís, la Casa Alegre de Sagrera, la Torre del Palau, el Centre d'Interpretació de la Vila Medieval de Terrassa i el Claustre del Convent de Sant Francesc.

### Pla Director

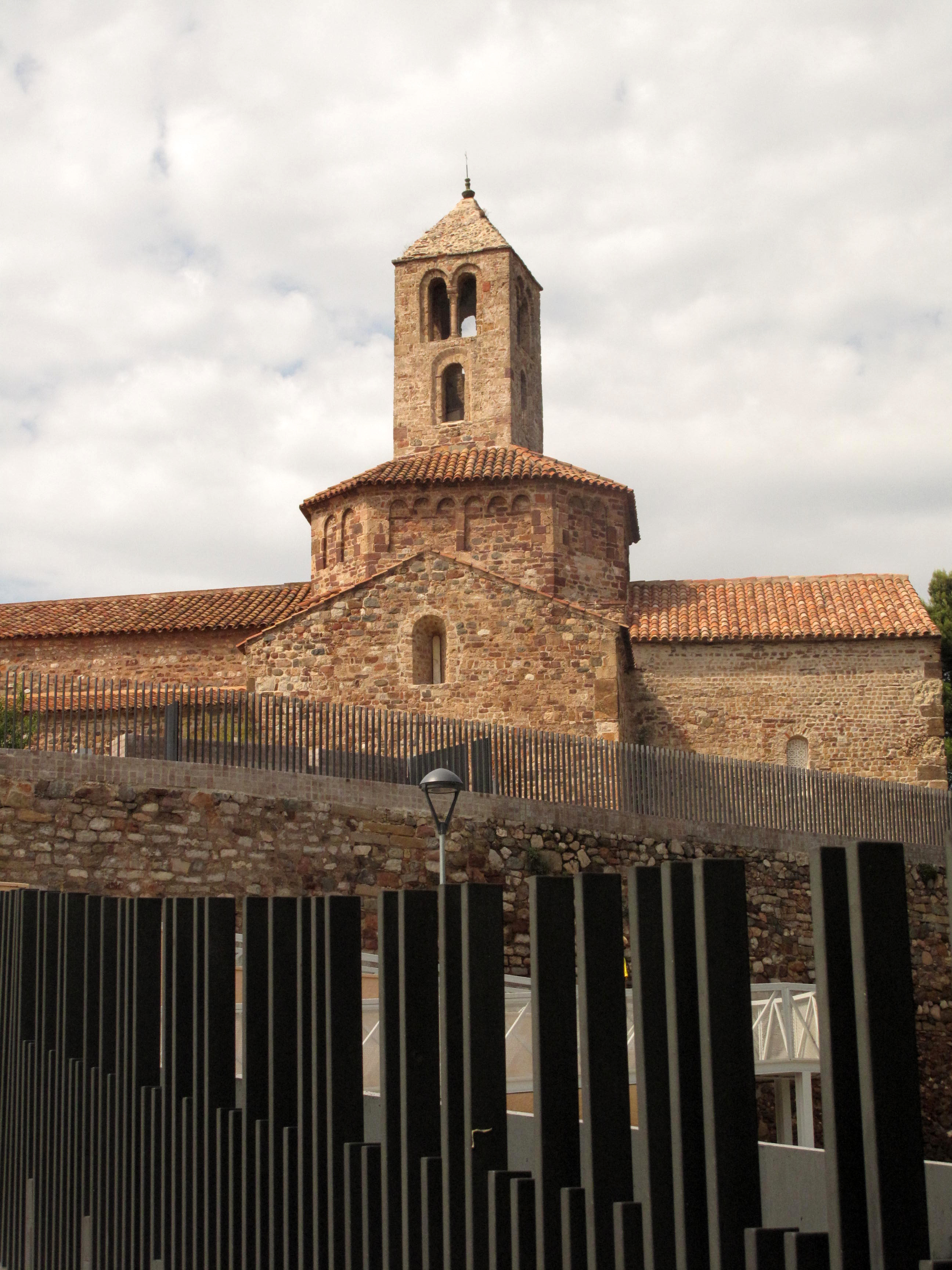
Santa Maria des de la nova passera construïda per franquejar el parc de Vallparadís

El 1991 es va celebrar el Primer Simposi Internacional sobre les Esglésies de Sant Pere de Terrassa, que va tancar-se demanant una recerca arqueològica extensiva que permetés una nova anàlisi exhaustiva del complex. L'any 1995, per iniciativa de l'Ajuntament de Terrassa, es va iniciar un projecte de desenvolupament cultural i integració urbana del conjunt, del qual va sorgir el 1998 el Pla Director de les Esglésies de Sant Pere, amb la col·laboració de la Parròquia de Sant Pere, el Bisbat de Barcelona, la Generalitat de Catalunya, la Diputació de Barcelona, el Ministeri de Cultura, el Ministeri de Foment i la Caixa de Terrassa. El Pla Director va ser redactat per un equip tècnic del Servei de Patrimoni Arquitectònic de la Generalitat de Catalunya, format per Antoni Navarro, Alfred Pastor, Eduard Riu i Albert Sierra; pel director del Museu de Terrassa, Domènec Ferran, i per l'arquitecte Pere Riera.
En aquest pla s'emmarcava un projecte de restauració del conjunt, amb l'objectiu d'augmentar el coneixement científic de l'espai, procurar la seva difusió, ordenar la restauració dels edificis i l'adequació del conjunt a la visita. Les obres van incloure les següents actuacions: restauració de les cobertes de l'església de Sant Pere, restauració de l'església de Sant Miquel, passera sobre el parc de Vallparadís, excavació arqueològica de tot el conjunt, restauració de la rectoria, restauració de l'església de Santa Maria i restauració i consolidació del retaule de l'església de Sant Pere.
Després d'anys d'actuacions i d'11 milions d'euros de cost, l'octubre de 2009 es va reobrir l'espai amb una nova reordenació museogràfica, on es va donar un paper important a l'antiga rectoria remodelada, actualment centre d'interpretació del conjunt. A l'acte hi van assistir el llavors president de la Generalitat, José Montilla, acompanyat del conseller de Cultura i Mitjans de Comunicació, Joan Manuel Tresserras, l'alcalde de Terrassa, Pere Navarro, i el president de la Diputació de Barcelona, Antoni Fogué, entre altres personalitats.
El 2014, el retaule dels sants Abdó i Senén de Jaume Huguet va ser retornat a l'església de Santa Maria de Terrassa després de ser restaurat al Centre de Restauració de Béns Mobles de Catalunya

## Edificis
El fet singular d'aquest monument arquitectònic és que és un complex format per tres construccions, és a dir, un conjunt monumental, que ja va ser dissenyat com a tal des dels seus inicis pràcticament, i que s'ha mantingut fins a l'actualitat, amb canvis arquitectònics i estructurals per adaptar el conjunt a les necessitats de cada època. El complex es divideix en les restes de l'antiga catedral i baptisteri (actuals església de Santa Maria, edifici d'acollida de visitants i rectoria), a mà dreta; l'edifici funerari (actual església de Sant Miquel), al davant; i l'església parroquial (Sant Pere) a l'esquerra. L'accés es troba a l'oest del conjunt. El recinte limita amb els carrers de Josep Rigol i Fornaguera (nord) i de la Rectoria (sud). El pont de Sant Pere, del segle xvii, comunica el conjunt amb la ciutat. El 2004 es va construir una nova passarel·la per comunicar el conjunt amb la part est de la ciutat, que passa per damunt del parc de Vallparadís.

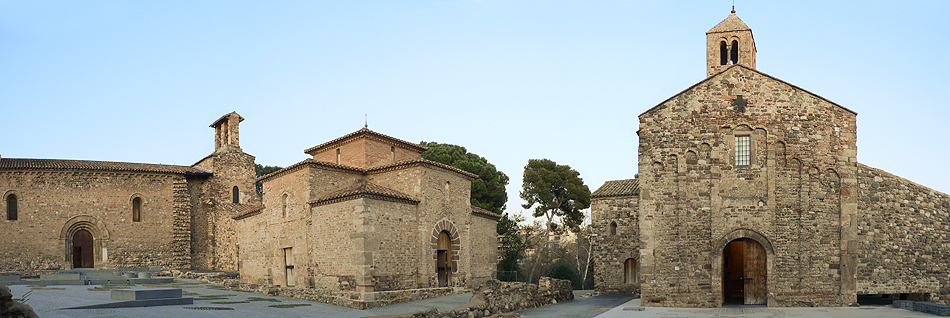
Imatge del conjunt

### Antiga Catedral

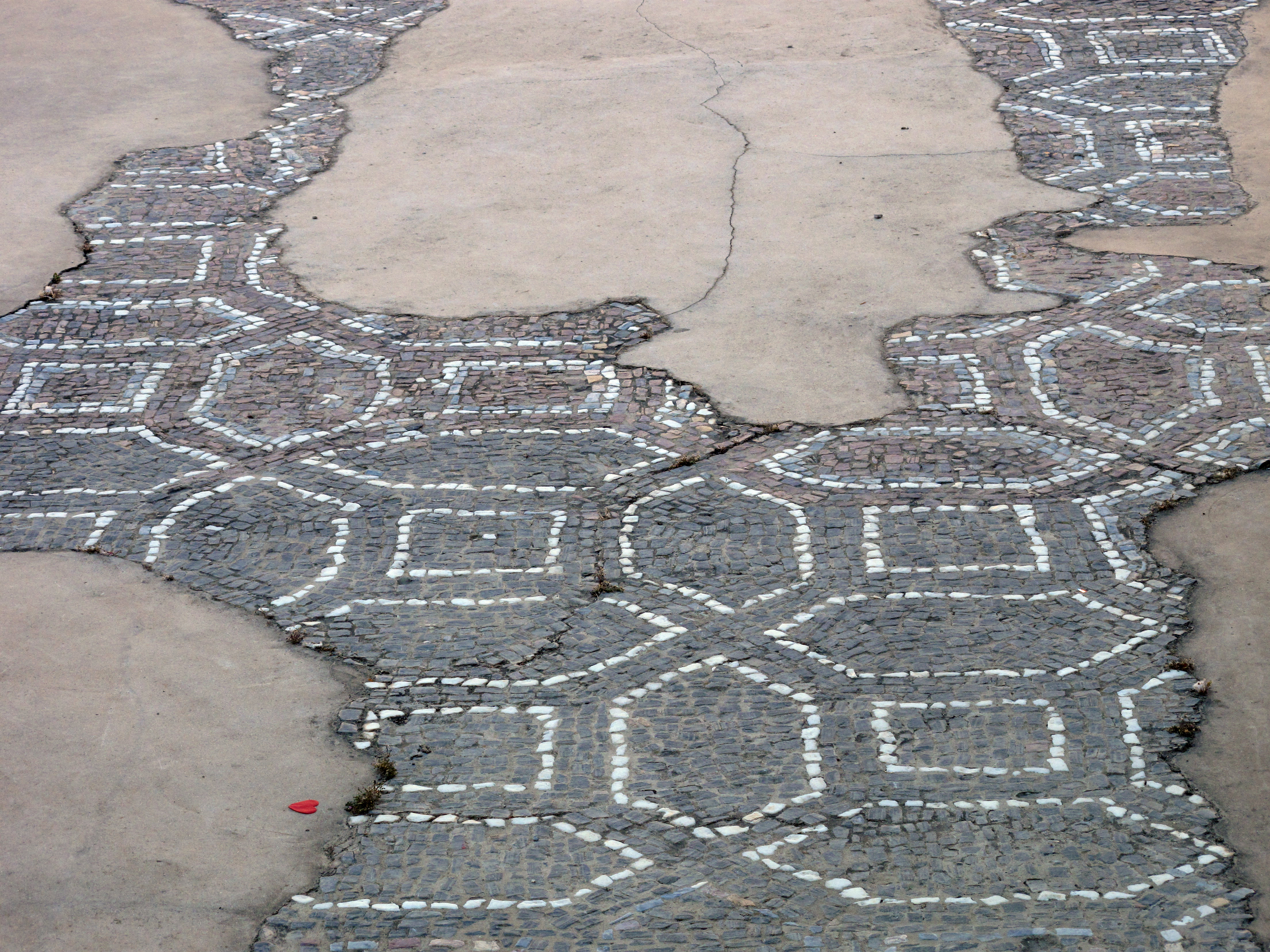
Restes de mosaic de la primitiva basílica cristiana, davant l'església de Santa Maria

L'antiga Catedral d'Ègara es trobava a l'espai actualment ocupat per l'església de Santa Maria. Era el centre de culte del conjunt monumental i el centre simbòlic del poder del bisbat. L'edifici era molt més gran que l'actual, tal com es pot observar en les senyalitzacions fetes al paviment durant la darrera restauració. La catedral començava a l'extrem de l'actual rectoria i arribava fins a l'absis de Santa Maria. També era força més ampli per la seva façana sud, ja que incloïa les dependències residencials i altres construccions annexes. Se'n conserven restes dels murs i de bases dels pilars de la nau i del baptisteri, que se situava al peu de l'església. També es conserven fragments del paviment de mosaic, amb formes geomètriques, que eren de l'interior de l'antiga catedral però que ara queden a l'exterior de l'església romànica més petita. Cal dir, però, que aquesta catedral també es va construir sobre les restes d'una altra basílica, construïda a la primera meitat del segle v, de planta rectangular i d'una sola nau. Quan va desaparèixer el bisbat d'Ègara al segle viii, l'edifici va perdre progressivament ús i importància, i finalment va ser reconstruït amb unes dimensions més reduïdes fins a esdevenir l'actual església de Santa Maria, adaptada ja a l'estil romànic mencionat.

### Església de Santa Maria

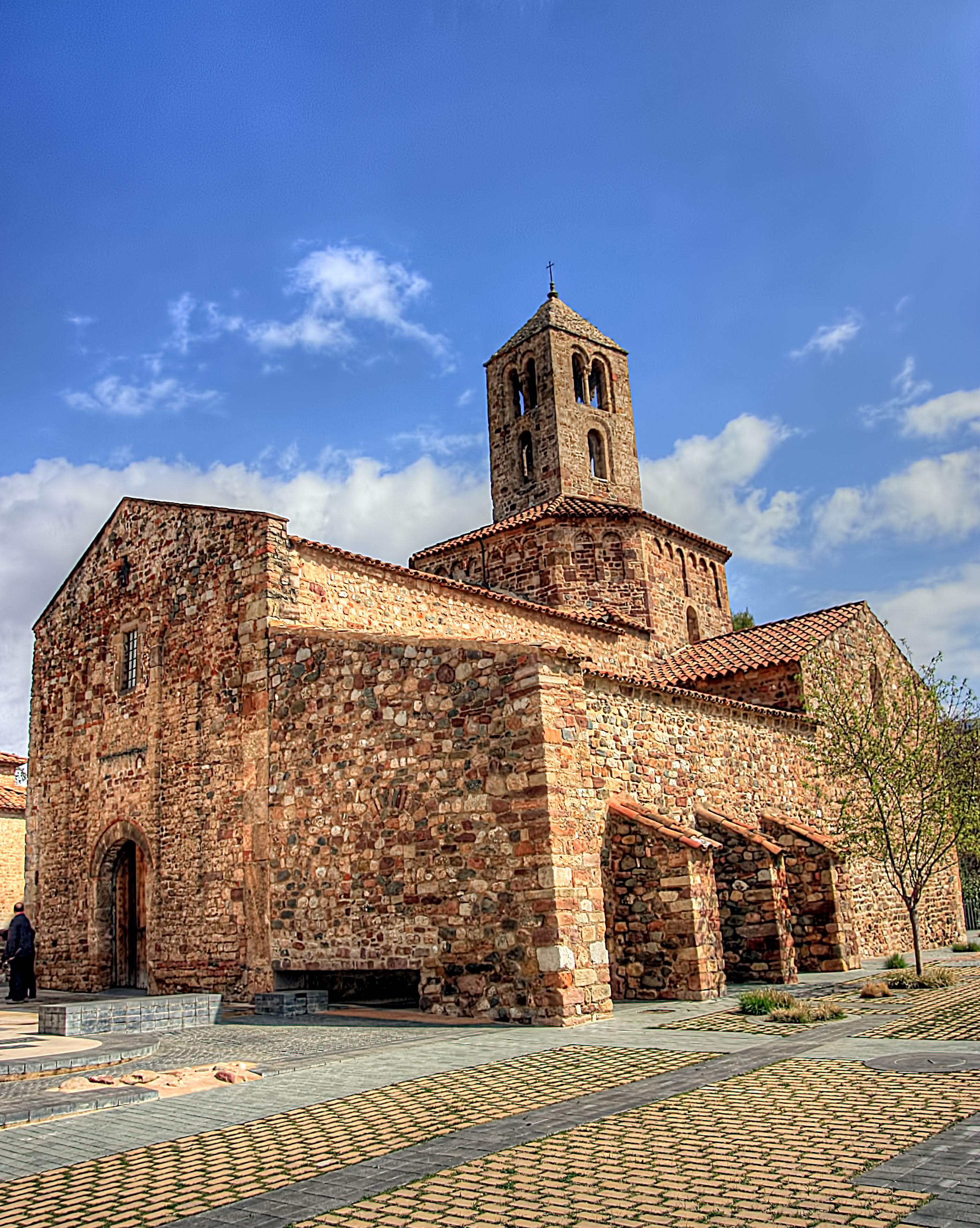
Església de Santa Maria

L'església de Santa Maria és un edifici romànic, de l'inici del segle xii, i es troba al sud del recinte episcopal. La capçalera, amb absis de ferradura per dins i quadrat a l'exterior, pertany al temple de construcció anterior, l'antiga catedral, que tenia la mateixa orientació i la capçalera situada al mateix lloc, però amb la nau més llarga i més ampla.
Santa Maria va ser consagrada el 1113. Durant el segle xx va actuar a manera de museu que recollia les obres principals de tot el conjunt episcopal, com els famosos tres retaules gòtics, ara redistribuïts en diferents localitzacions. Al llarg de la nau s'hi han exposat uns plafons amb pintures murals a cavall entre el romànic i l'gòtic que abans eren a l'absis, del qual s'arrencaren perquè es poguessin observar les anteriors, visibles actualment. També hi ha una pedra d'altar del segle x i làpides sepulcrals medievals i romanes (en una hi ha la primera documentació escrita del nom del municipi romà d'Ègara).

#### Exterior
Aquest edifici romànic, de l'inici del segle xii, es troba al sud del recinte i té planta de creu llatina amb una nau i braços de creuer coberts de volta de canó i teulades a dos vessants. La capçalera, amb absis a llevant –de ferradura per dins i quadrat a l'exterior, i l'interior amb arc ultrapassat cobert de cúpula i teulada a dos vessants–, pertany a un temple de construcció anterior, de tradició romana, amb aparell exterior dels murs a base de petits carreus, que s'alternen molt de tant en tant amb filades de bipedals d'obra cuita. La coberta de la nau és de volta apuntada i la del transsepte, de volta semicircular. Al creuer s'alça un cimbori octavat i decorat d'arcuacions llombardes i amb teulada d'angles triangulars, coronat per un petit campanar de torre de dos pisos, amb coberta de quatre vessants i doble filada de finestres amb columna central proveïda de base i capitell.
La façana del nord, la de ponent i el cimbori i el dalt dels murs nord i oest tenen decoració llombarda, aquests darrers amb faixes i arcuacions cegues. La porta d'entrada és senzilla, d'arc de mig punt, amb relleus de terracota als muntants i un carreu romà reaprofitat. A la façana sud hi ha un pòrtic de quatre arcs de mig punt, resta del claustre de la canònica augustiniana del segle xii. Els voluminosos contraforts que s'hi observen van ser afegits en ple segle xx, amb finalitats purament estructurals.
- Campanar: El campanar és romànic, d'estil clàssic, i s'aixeca sobre el cimbori, un cos de planta octagonal situat al damunt de la cúpula de Santa Maria. La campana actual és del 1727.
- Tombes i sitges: A l'exterior de l'edifici s'han trobat nombroses tombes i restes d'antigues sitges, corresponents a dues èpoques diferents: la ibèrica-romana, prèvies a la construcció de l'espai episcopal, i la romànica, posteriors a la desaparició del bisbat, que funcionaven com a sagrera, espai sagrat –i per tant segur– on conservar gra, aliments o altres béns.[19]
- Pou i baptisteri: A l'espai que queda entre aquest edifici i l'església de Sant Miquel es van trobar les restes d'un pou de dotze metres de profunditat i de planta quadrada. Mitjançant un sistema de canalitzacions, subministrava l'aigua de tot el conjunt episcopal del segle vi i alimentava el baptisteri, inclosa la piscina baptismal situada als peus de la catedral, on actualment hi ha l'edifici de la rectoria i d'acollida de visitants. El baptisteri era l'espai on tenien lloc els batejos per immersió, que constituïen tot un esdeveniment públic en la vida local i, per tant, era un símbol del conjunt arquitectònic.[20]
- Altres restes paleocristianes: A tocar de l'edifici es poden observar murs d'una casa romana sota el mosaic, d'època romana, situat davant de santa Maria: dos peus d'estàtua romans, amb inscripcions dedicatòries del segle II; una làpida fragmentària, un capitell i altres fragments romans, a més de dues làpides romanes convertides en ares d'altar. Després de la restauració es poden veure marques a terra amb travertí blanc, que indiquen l'existència d'algunes estructures i sitges d'època ibèrica i romana, i amb basalt gris les restes d'estructures dels primers edificis d'època cristiana, de mitjan segle iv.

#### Interior

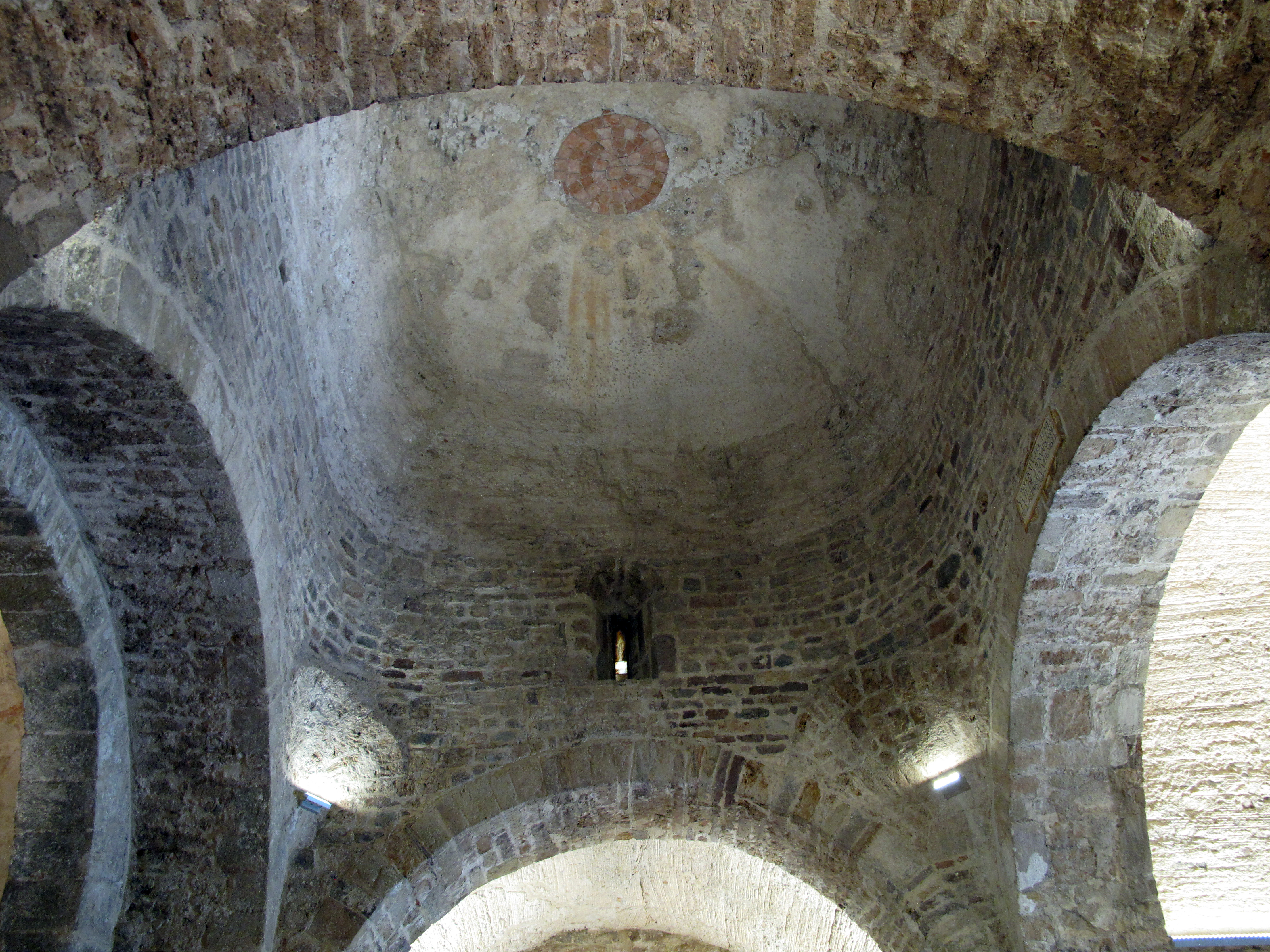
Petxines de la cúpula del cimbori

Davant i dins l'església es poden veure restes de les antigues edificacions paleocristianes i visigòtiques, com els mosaics sobreposats (l'un del segle iv i l'altre del segle v), l'absis rectangular visigòtic i amb criptes sepulcrals –excavat sota la nau de l'església romànica– o l'antic baptisteri, sota el transsepte. Els murs d'aquest absis, els pilars que el sustenten i les tres finestres que donen llum a l'altar són originàriament els del temple de l'època episcopal. També a la paret del braç esquerre del creuer es poden observar restes d'un antic arc que formava part d'aquesta catedral del segle vi, que tenia tres absis: el central, que és el que encara es conserva, i dos de laterals.
- Làpida romana: Al pilar del primer arc nord de la part central es conserva una làpida d'època romana encastada a la paret. Es tracta d'un pedestal datat cap a l'any 140 dC que mostra una inscripció segons la qual el Municipi Flavi d'Ègara dedica el monument a l'emperador Antoninus Pius. De la mateixa època és un altre pedestal que trobem al pilar oposat de la mateixa nau, contigu a l'absis. En aquest cas, la inscripció llatina explica que es tractava d'una estàtua dedicada per una dona, Grànnia Anthusa, a la memòria del seu home, Quint Grànnius, que era duumvir i cap militar d'Ègara.
- Piscina baptismal: També es conserva una piscina baptismal del segle iv, situada al centre de l'antic baptisteri, de planta quadrada i ben conservada, on es feia baptisme per immersió. Aquesta piscina es considera la més destacada de la seva època a tota la península Ibèrica.

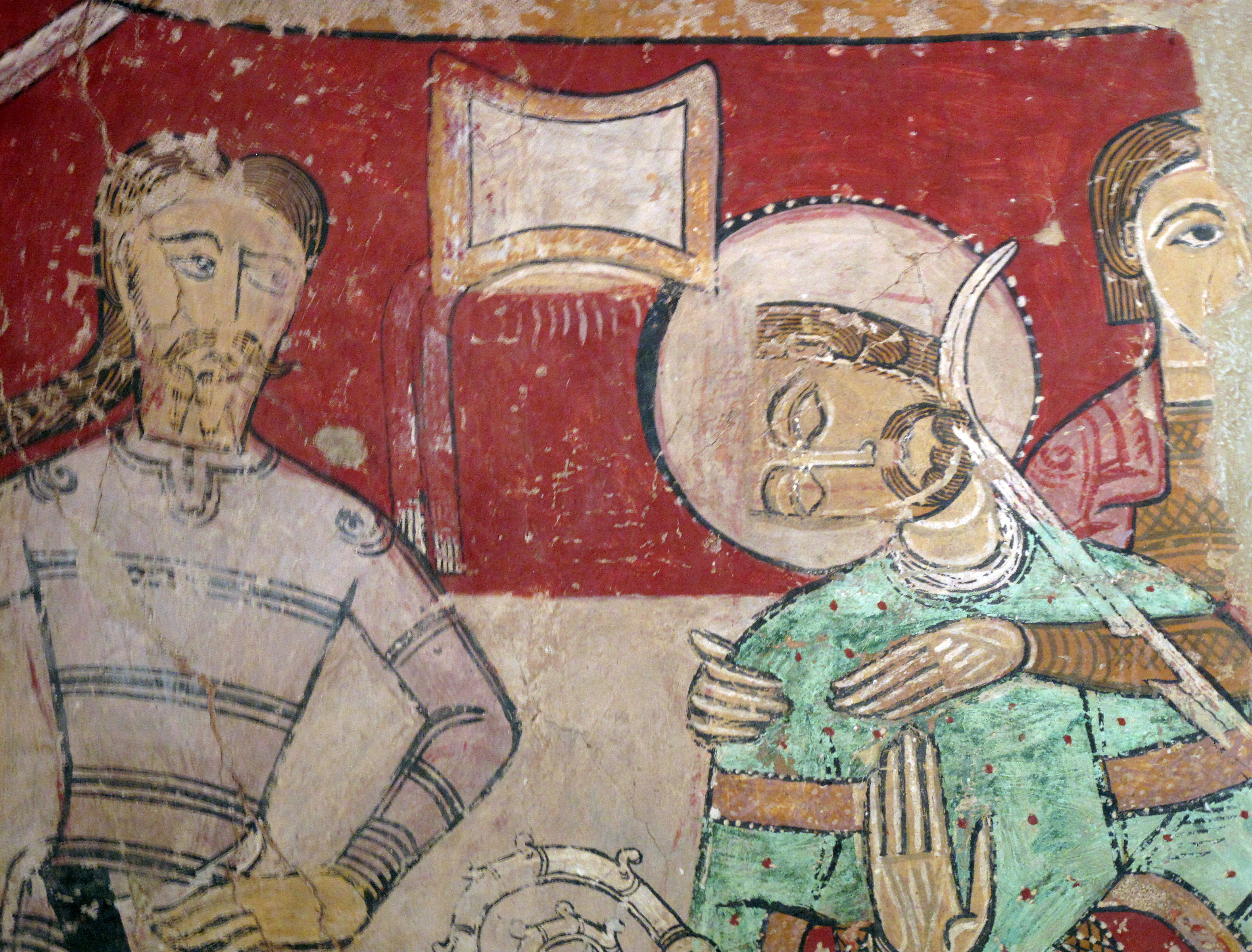
Martiri de Sant Tomàs Becket, detall

- Pintures murals: La volta de l'absis és coberta de pintures murals al fresc de tipus lineal, amb traços vermells i verds, que narren la vida i la Passió de Crist. Els darrers estudis situen la realització d'aquest cicle pictòric al segle VI.[21] Les obres tenen dos estrats sobreposats: l'inferior resta al mur i l'exterior fou arrencat pels volts de 1937 i es conserva en grans plafons exposats dins l'església mateix. També a l'absis hi ha una taula d'altar altmedieval i una talla gòtica de la Mare de Déu del segle xiv.
- Tomàs Becket: Una absidiola conserva la volta i la paret pintades amb frescos de cap al 1180 que representen la consagració, la mort i l'enterrament de sant Tomàs Becket i un Crist en Majestat. El programa de la decoració d'aquesta absidiola es relaciona amb la canònica agustiniana subordinada a l'orde Sant Ruf que va estar instal·lada a Santa Maria des del 1113 fins al 1596. La presencia d'un canonge anglès a Santa Maria, anomenat Harvey, podia haver estat determinant en l'elecció del tema iconogràfic del martiri de Tomàs Becket.[16]
- Retaules: A l'interior de l'església s'hi han exposat tradicionalment els dos grans retaules de Sant Miquel, de Jaume Cirera i Guillem Talarn, i dels sants Abdó i Senén, de Jaume Huguet, el qual durant un temps va tornar a l'església de Sant Pere, d'on era originari, però ara es torna a allotjar a Santa Maria, al transsepte nord. També s'hi havia exposat el retaule fragmentari Sant Pere, de Lluís Borrassà, que actualment és al centre d'acollida de visitants situat a l'antiga rectoria,

| « | L'ecclesia de Santa María y Santa Rufa —assumpto de la lámina que s'acompanya— ocupa lo sitial de l'antiga cathedral d'Egara, segons consta del acta de sa consagració, que feu en 2 janer de 1112 lo Ilustríssim bisbe de Barcelona Ramon Guillem, essent Comte Ramon Berenguer tercer. De dita acta consta, a més, que dessota l'ara del altar major de la ecclesia que describim, están sepultadas las santas testas dels illustres mártyrs saragossans, Sever, Julia y Valentí, essent ver motiu de llàstima y dol qu'estigan sens cuit y en lo major olvit y abandono reliquias tant santas y venerables. | » |

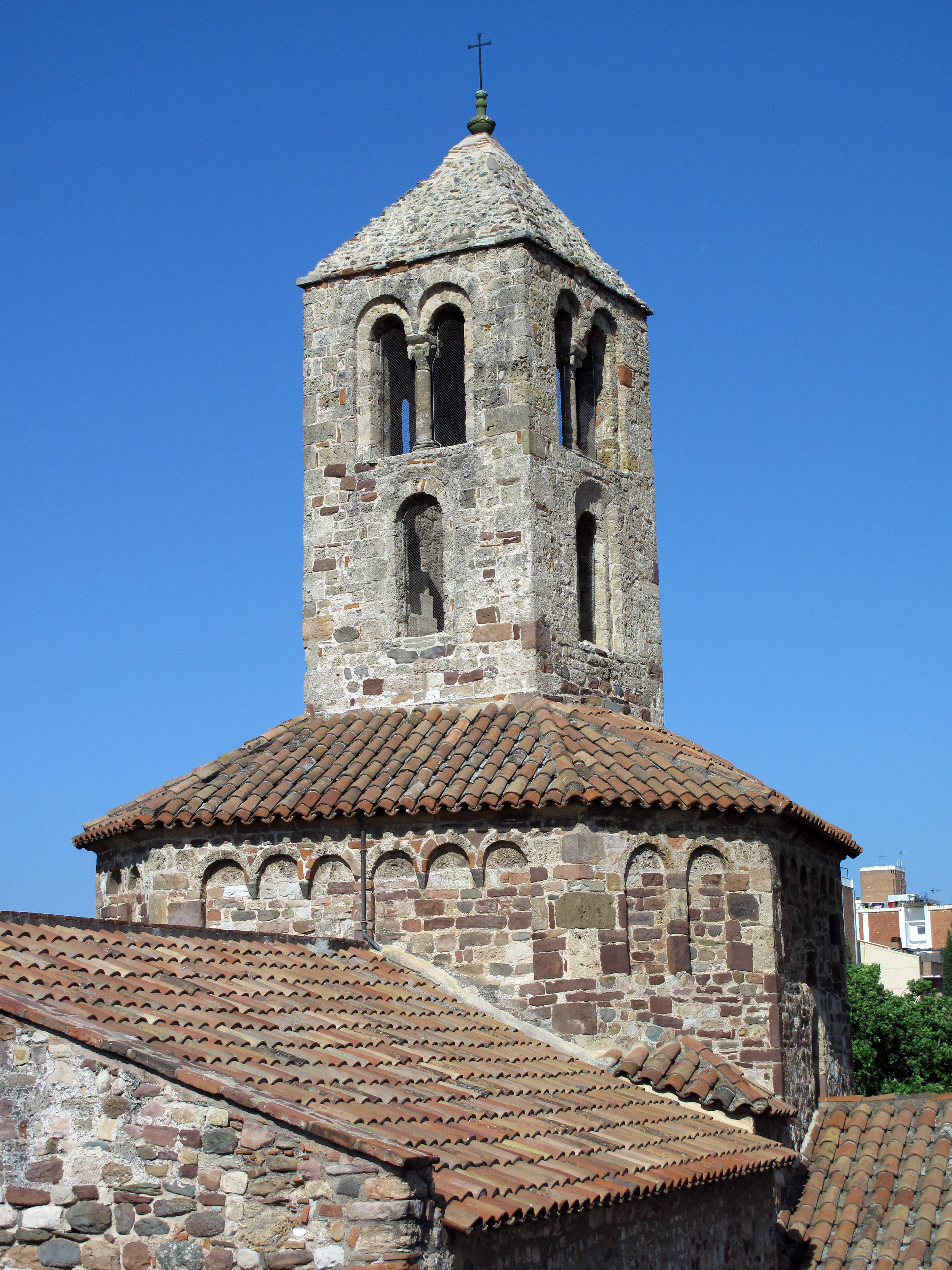
Cimbori i campanar de Santa Maria
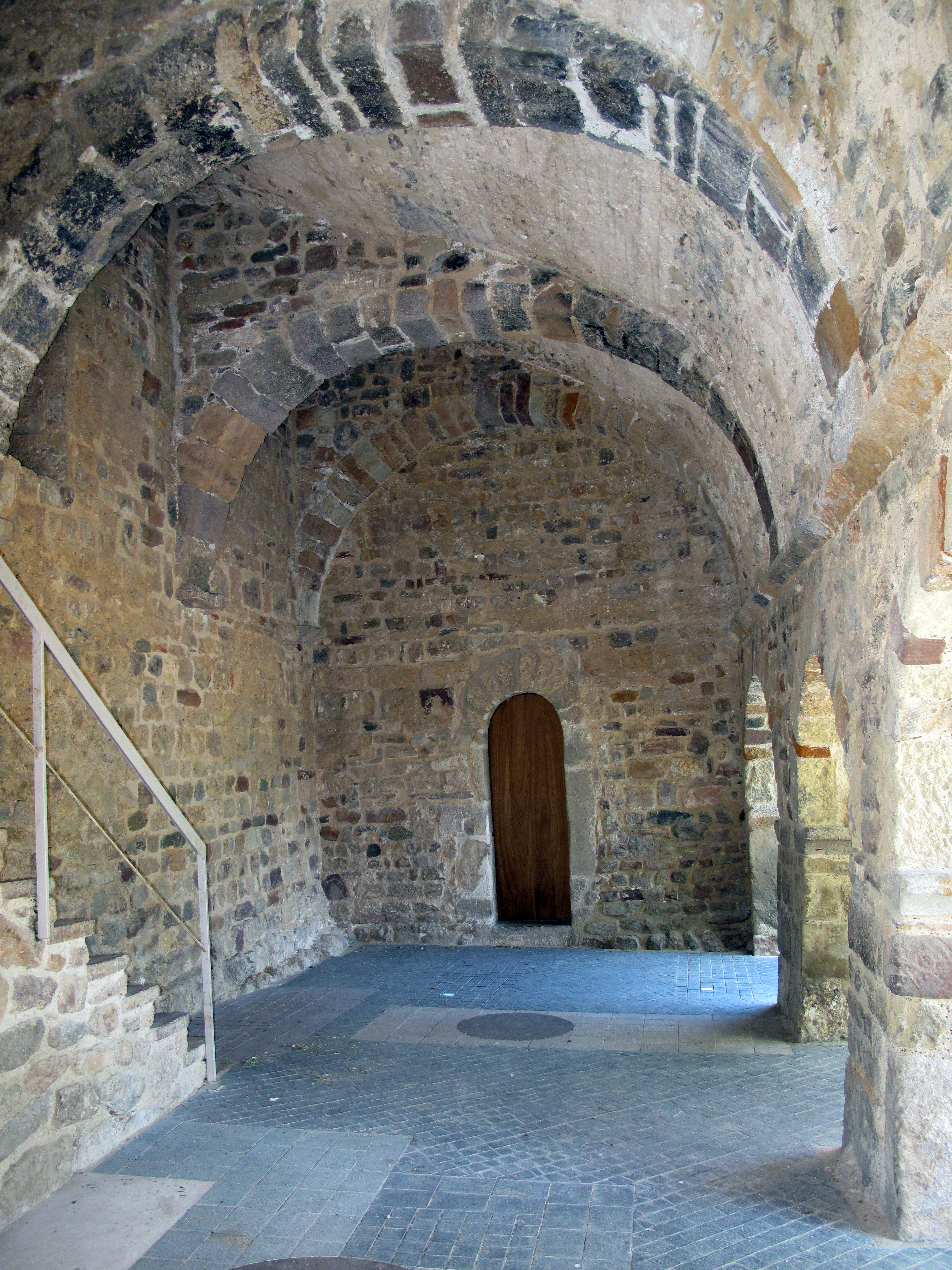
Galeria del claustre
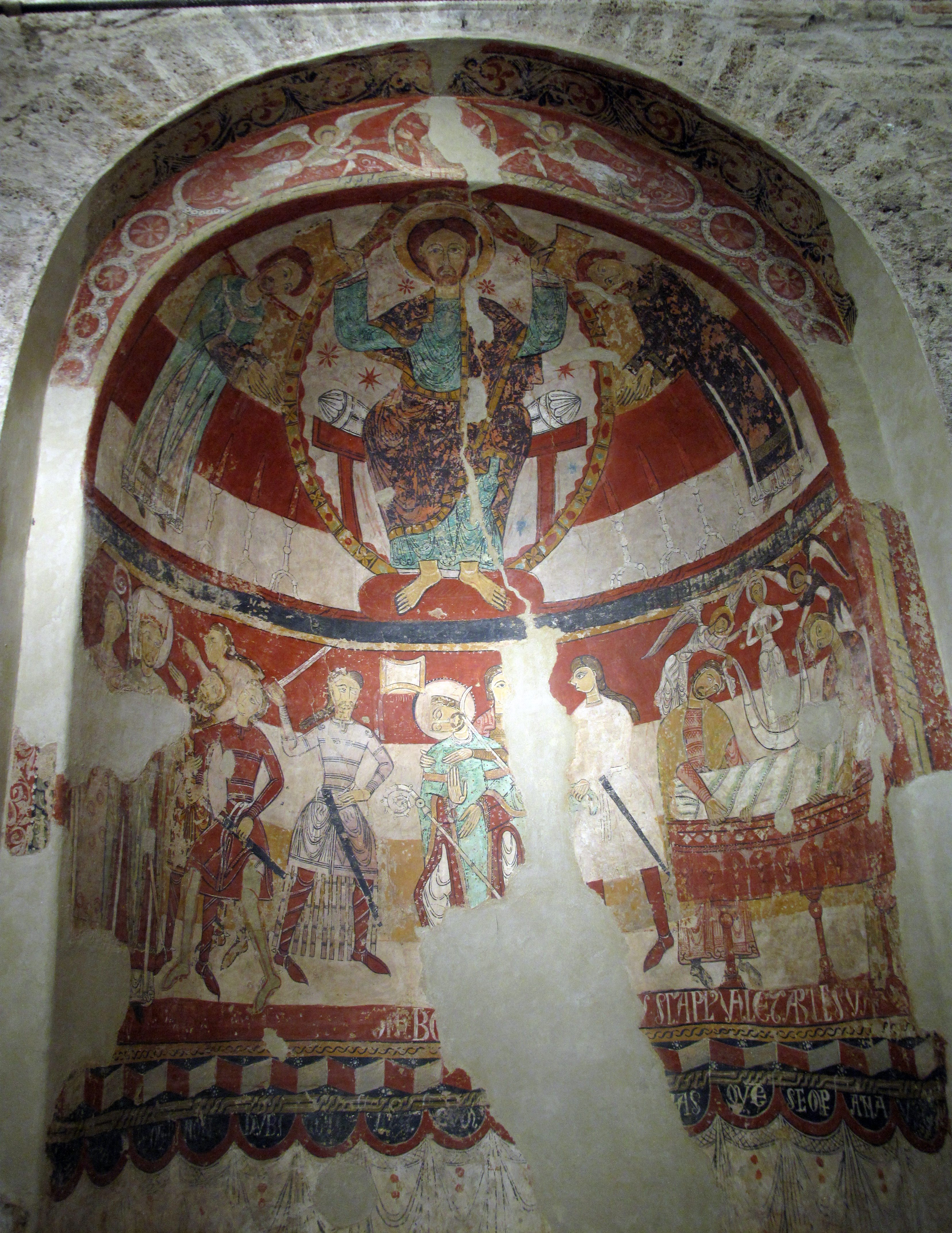
Absidiola amb el martiri de Sant Tomàs Becket
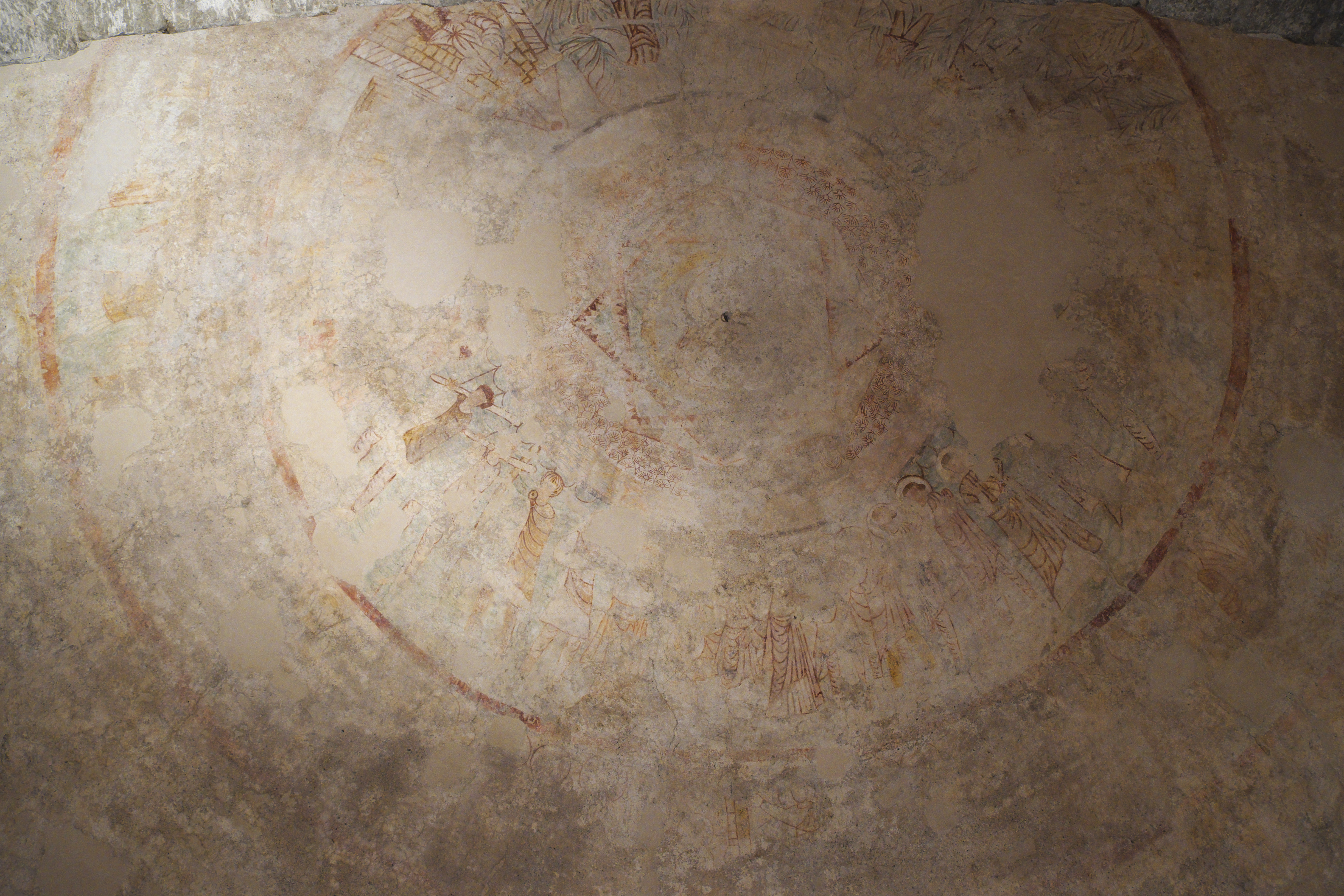
Frescos de la volta de l'absis
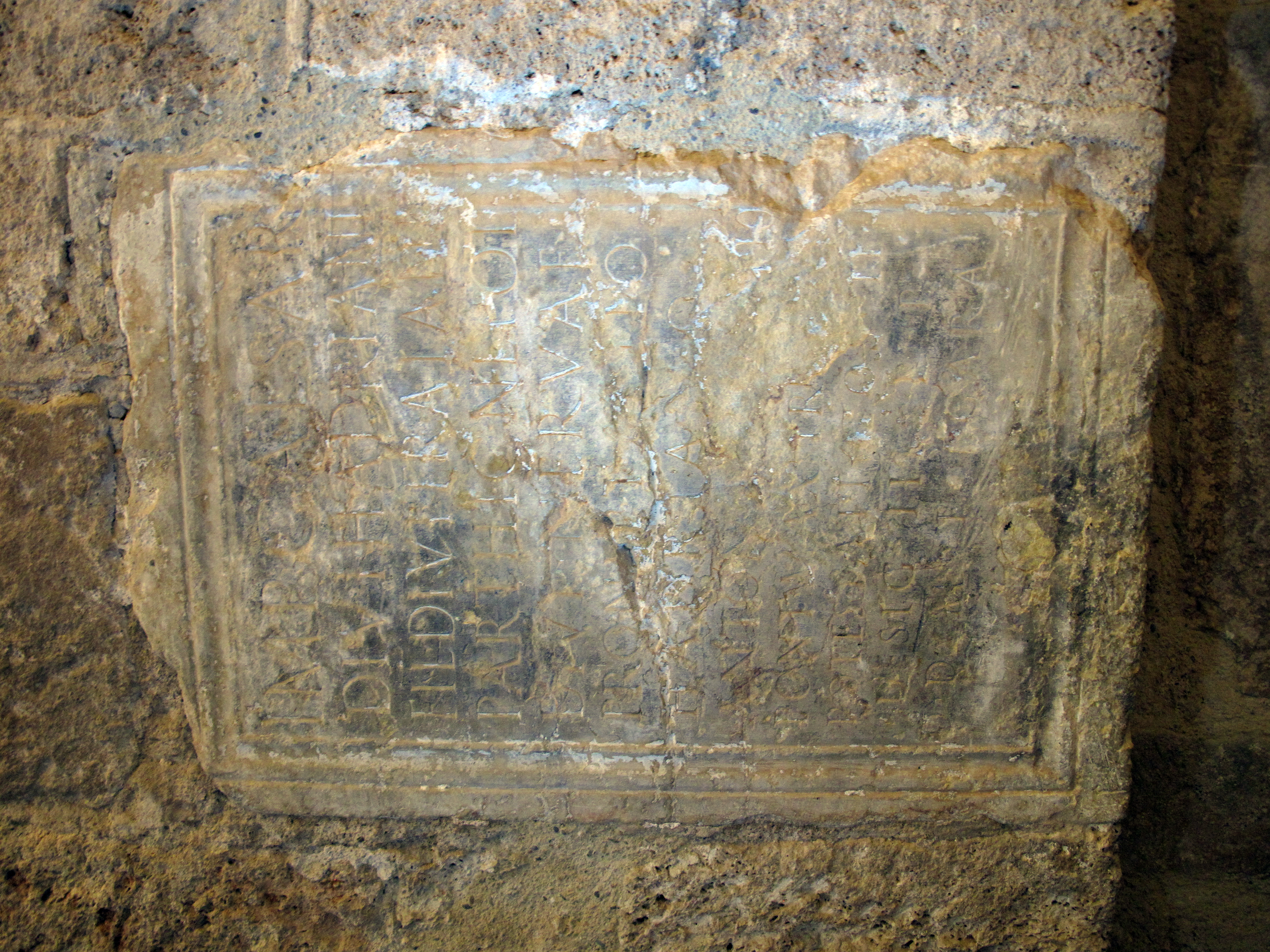
Làpida romana
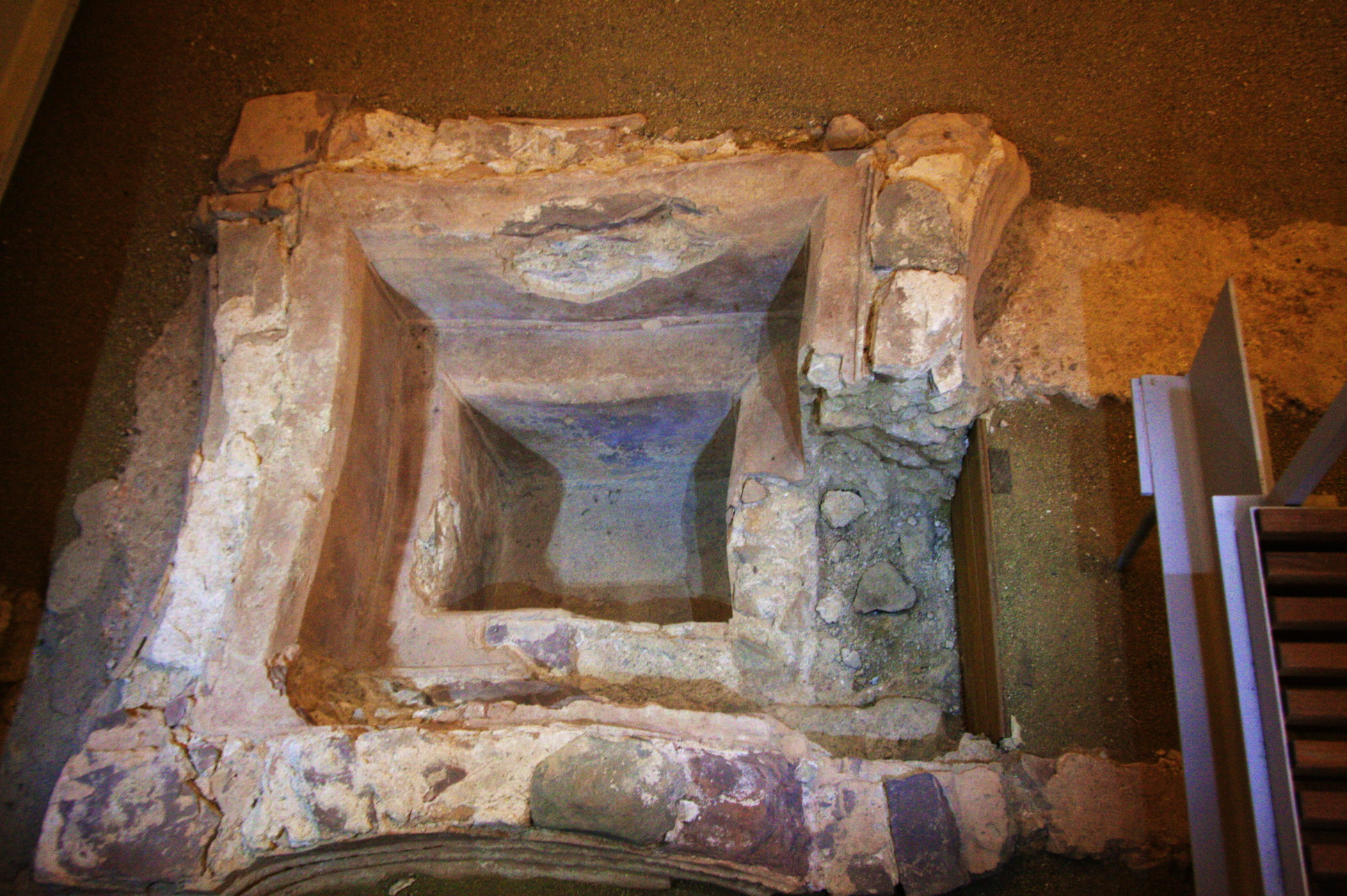
Piscina baptismal
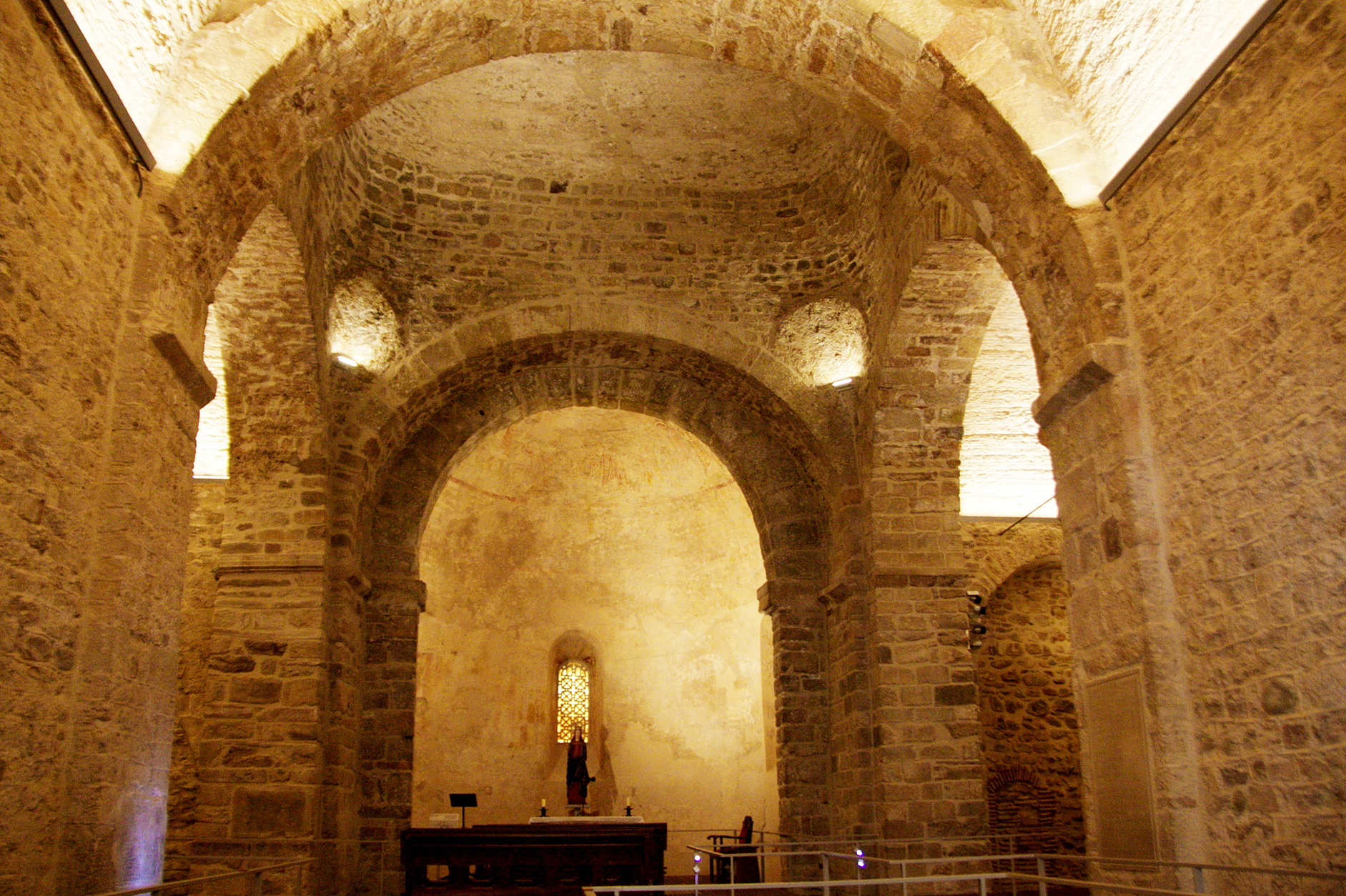
Nau i absis
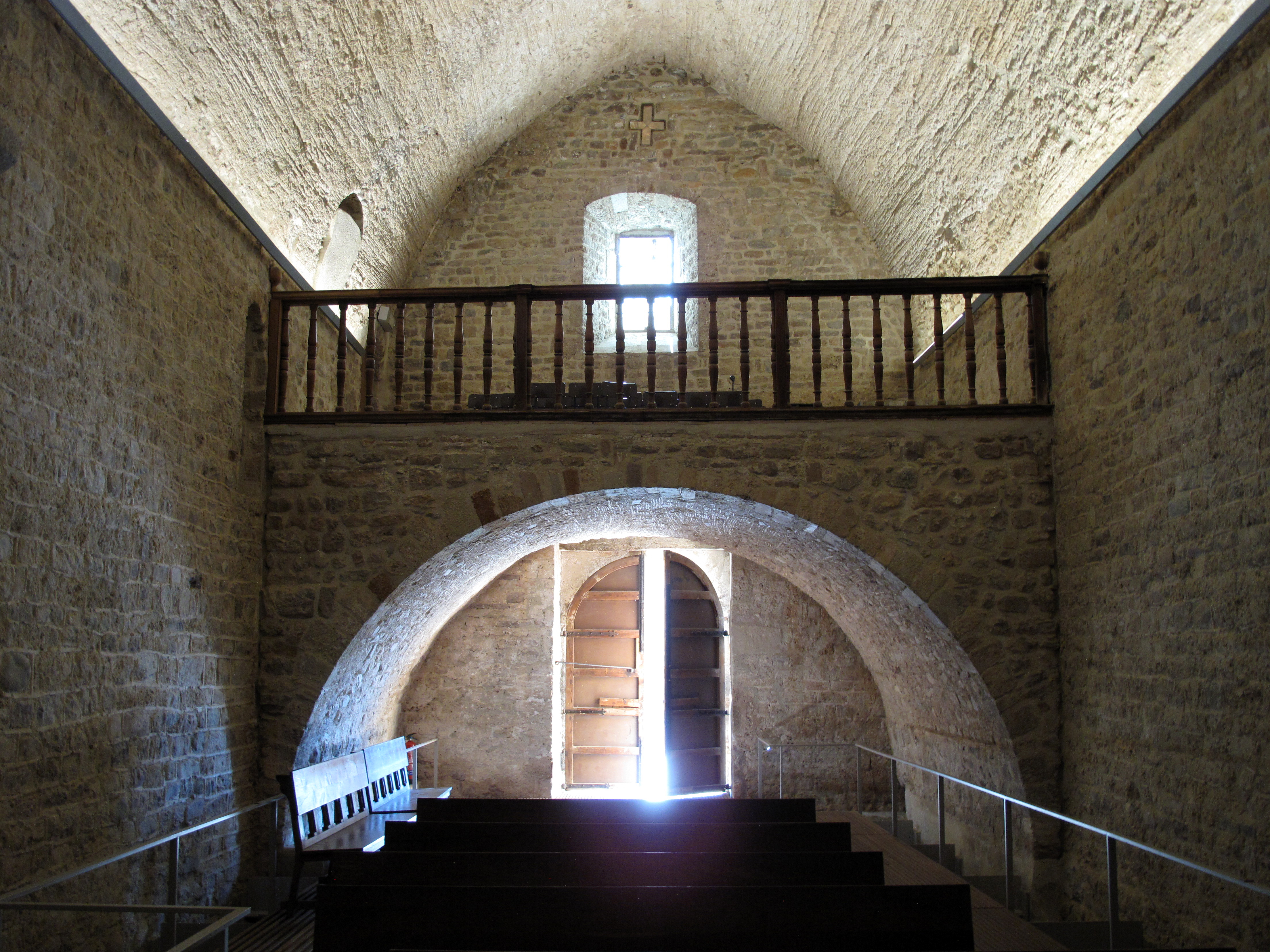
La nau, vora el portal d'entrada
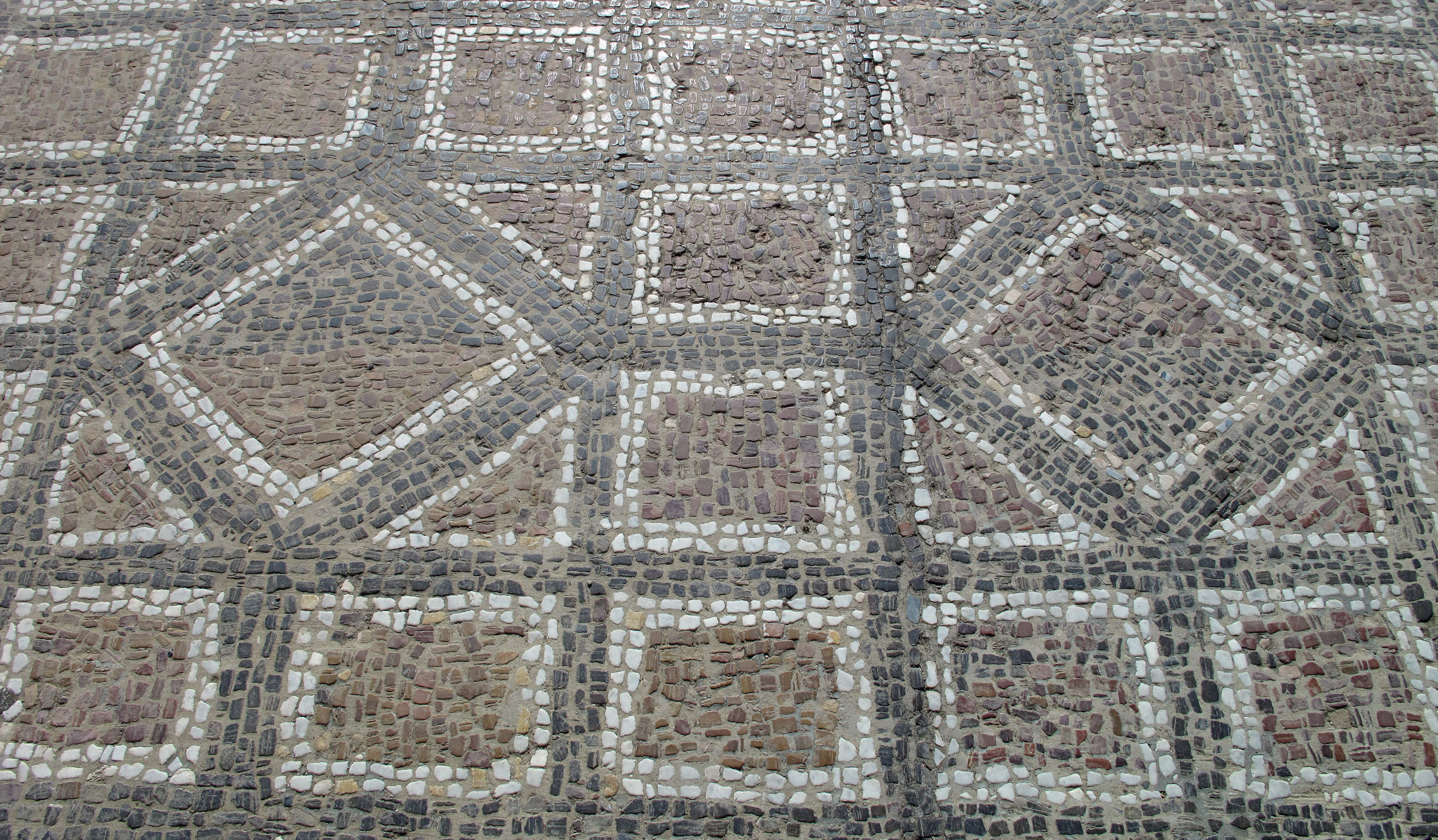
Mosaic romà a l'exterior de l'església

### Església de Sant Miquel

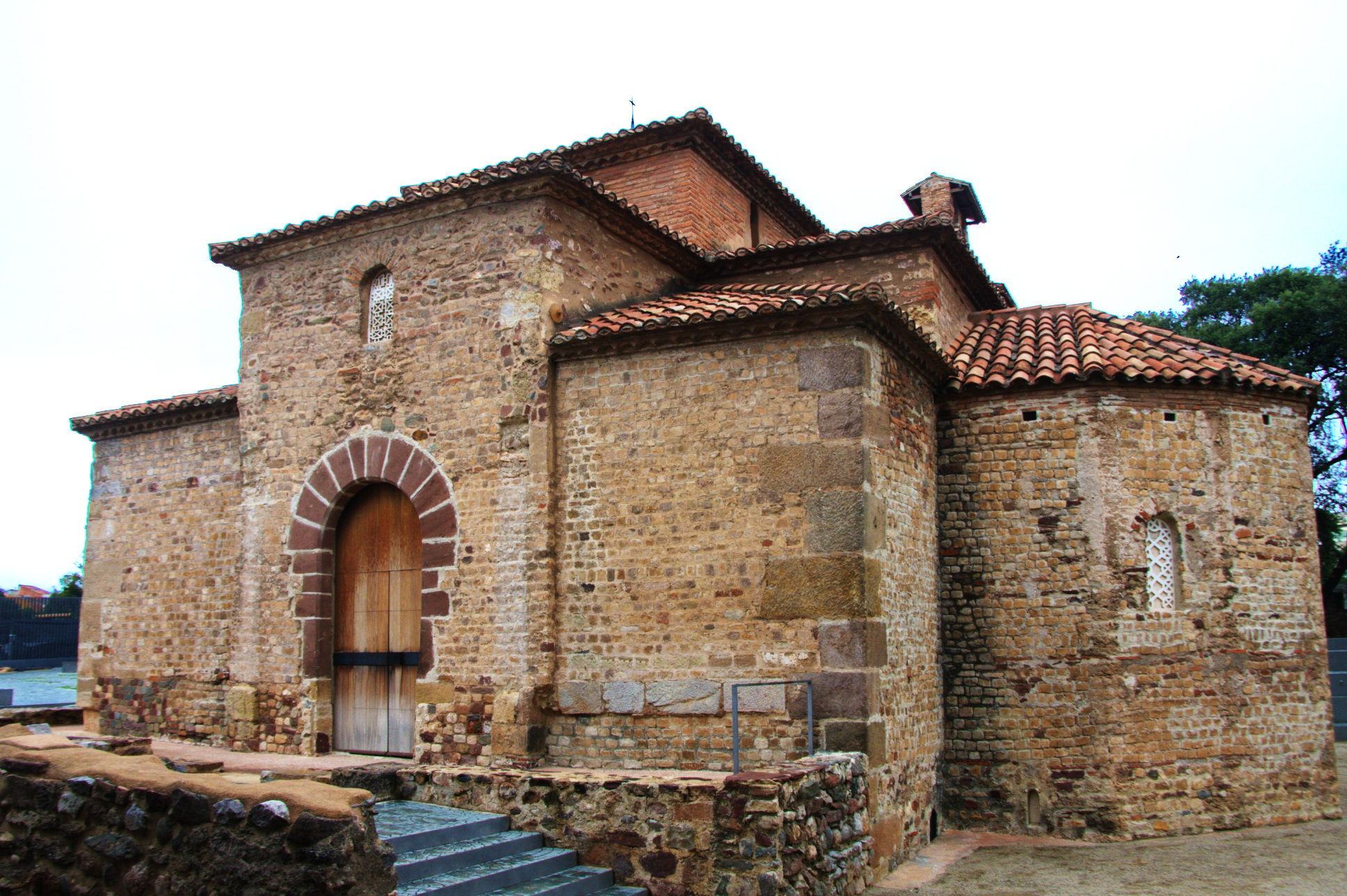
Església de Sant Miquel

L'església de Sant Miquel se situa al centre del recinte, entre les altres dues esglésies. Durant els segles VIII-X l'església sembla dedicada a un ús diferent al del culte. Puig i Cadafalch, responsable de les primeres excavacions arqueològiques a l'inici del segle xx, va pensar que l'edifici era un baptisteri. En l'actualitat, es creu que la funció de l'edifici era la de venerar l'enterrament d'un sant màrtir, encara no descobert, i exercir d'edifici funerari, com ho demostren les restes de diverses tombes integrades com un element destacat en el seu interior i l'existència d'una cripta subterrània amb un enterrament. És l'edifici que menys canvis ha experimentat des de l'època de la seu episcopal d'Ègara. Conserva encara molts elements originals, i la seva estructura és essencialment la mateixa. Comptava amb una galeria exterior, probablement tancada amb columnes, excepte a la zona est, on es troba l'absis del segle vi.

#### Exterior
És l'única de les tres esglésies que conserva la planta primitiva original, la qual és quadrada, on s'inscriu una creu grega amb nínxols als angles. L'edifici té un pla central, amb vuit columnes que suporten la cúpula; al voltant hi ha la nau o galeria, amb angles exteriors rectes i interiors corbats. Se'n conserven dues portes antigues, al nord i a ponent; la porta d'accés actual és posterior i es troba a migdia. L'absis, situat a la zona est i datat aproximadament al segle vi, té planta de ferradura per dins, amb exterior poligonal de set cares. Al voltant de l'església degué haver-hi una galeria. La coberta és de voltes d'aresta als quatre costats i degué sofrir modificacions: al parament superior, sota un arc de rajola prima, s'obre un finestral de ferradura amb un dovellatge semblant, en un mur de reble molt mal deixat que contrasta amb les filades regulars de pedres quadrades de la banda baixa. L'absis conserva pintures que es poden relacionar estilísticament amb les inferiors del de Santa Maria i el retaule de Sant Pere. La façana sud fou reconstruïda durant el segle xvii, amb pedres més uniformes i quadrades que les originals.

#### Interior

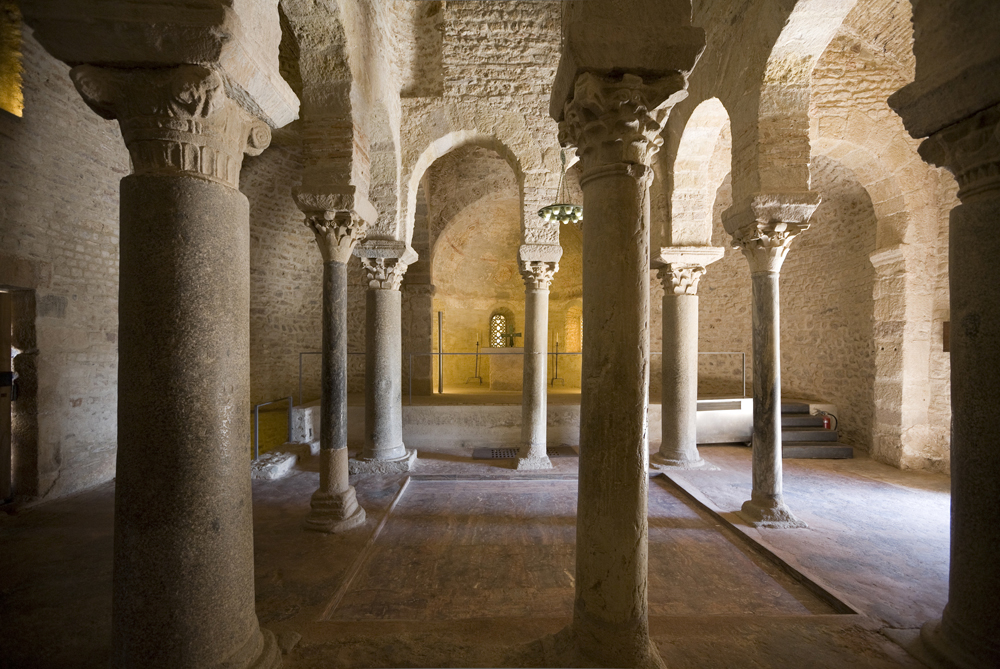
Interior de Sant Miquel de Terrassa

A l'interior, al centre de la planta quadrada, s'alça un cimbori cobert per una cúpula i sostingut per vuit columnes fetes de fragments visigòtics aprofitats, amb quatre capitells tardo-romans. Els vuit capitells tenen decoració vegetal molt estilitzada però de tipus diferents, amb cadenes de perles o fulles d'acant que es cargolen en volutes. Les columnes dels angles són més gruixudes que les del centre i dels costats; a més, les dels angles tenen el fust de granit, mentre que les dels costats el tenen de marbre blanc o gris. Una gran part dels murs actuals són encara medievals, així com tres de les voltes. Les altres cinc van ser reconstruïdes al segle xvii, després d'un ensorrament parcial. Es poden identificar fàcilment perquè les parts reconstruïdes es van fer amb una disposició de maons en forma de plec de llibre, que es diferencien de l'estil de la resta de l'edifici. Cal destacar-ne el paviment, original del segle vi, en opus signinum, amb un característic color rosat, excepte a la zona central de l'edifici.
- Cripta de Sant Celoni: Sota l'absis hi ha la cripta, amb capella absidal trilobada. La porta d'accés és al mur sud i data del segle xvii. Les portes antigues, al nord i a l'oest, fins no fa gaire estaven tapiades. Els murs de tipus romà, amb fileres alternades de petits carreus i maons, i les característiques de la planta i de les obertures fan pensar que es tracta d'un edifici construït a cavall dels segles vi i x. Es creu que conservava una tomba, que hauria estat profanada en un moment desconegut. El recinte subterrani conserva l'arrebossat i les parets originals del segle vi, així com alguns rastres de pintura vermellosa de la mateixa època. Tenia un únic accés,[24] unes escales situades a l'esquerra de l'altar, al costat nord de l'església. El sostre, recobert per una capa blanquinosa, és l'única part que es va haver de reconstruir, ja que s'havia esfondrat en una època posterior.
- Pintures murals: L'absis conserva pintures murals que es daten entre els segles vi i x, segons unes fonts,[15] o XI, segons unes altres.[16] La pintura es disposa en tres nivells o registres: al registre superior, amb un Crist en majestat dins d'una màndorla; al registre següent hi ha els quatre àngels sostenint l'oval, amb el cos corbat per adaptar-se a la forma de la cúpula, i dues formes als extrems que recorden el sol i la lluna; al registre inferior es troben sis personatges agenollats a cada costat, que porten túnica llarga, pal·li i sandàlies[16] i que s'han identificat com els dotze apòstols, tot i la manca de referències iconogràfiques.[15] Es tracta de figures agenollades, amb les mans unides en senyal de respecte i mirant cap a l'escena central. Els pigments més ben conservats són els ocres, vermells, negres i verds. Es consideren unes pintures úniques a Europa pel que fa a la seva època i al seu estat de conservació.
- Retaule gòtic de Sant Miquel: Les pintures murals han arribat fins a l'actualitat gràcies al fet que van ser tapades per un retaule gòtic durant diversos segles. El retaule és dedicat a sant Miquel i compta amb escenes laterals com les del Judici Final, la lluita entre els àngels i elsdimonis, o la Passió, Mort i Resurrecció de Jesucrist, i està en perfecte estat de conservació. La seva col·locació davant l'altar de Sant Miquel va impedir que es degradessin o s'arrenquessin les pintures murals del segle vi. El retaule va ser realitzat per Jaume Cirera i Guillem Talarn i actualment es troba a l'església de Santa Maria.
- Pica baptismal: En la intervenció de Puig i Cadafalch es va construir una pica baptismal que durant molts anys del segle xx va marcar l'estètica d'aquesta església, però va ser eliminada en la darrera restauració finalitzada el 2009.

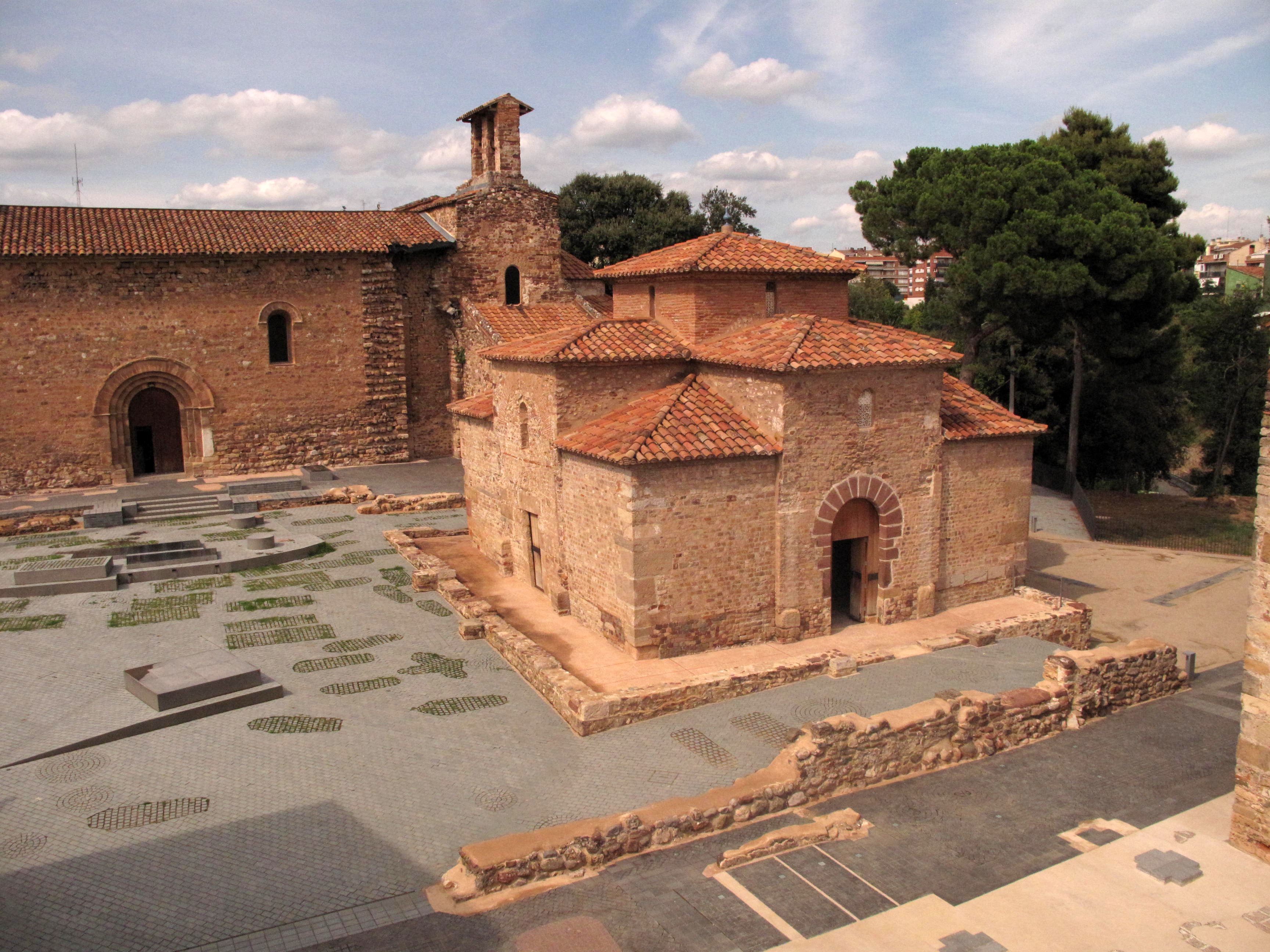
Sant Miquel de Terrassa, amb Sant Pere al fons
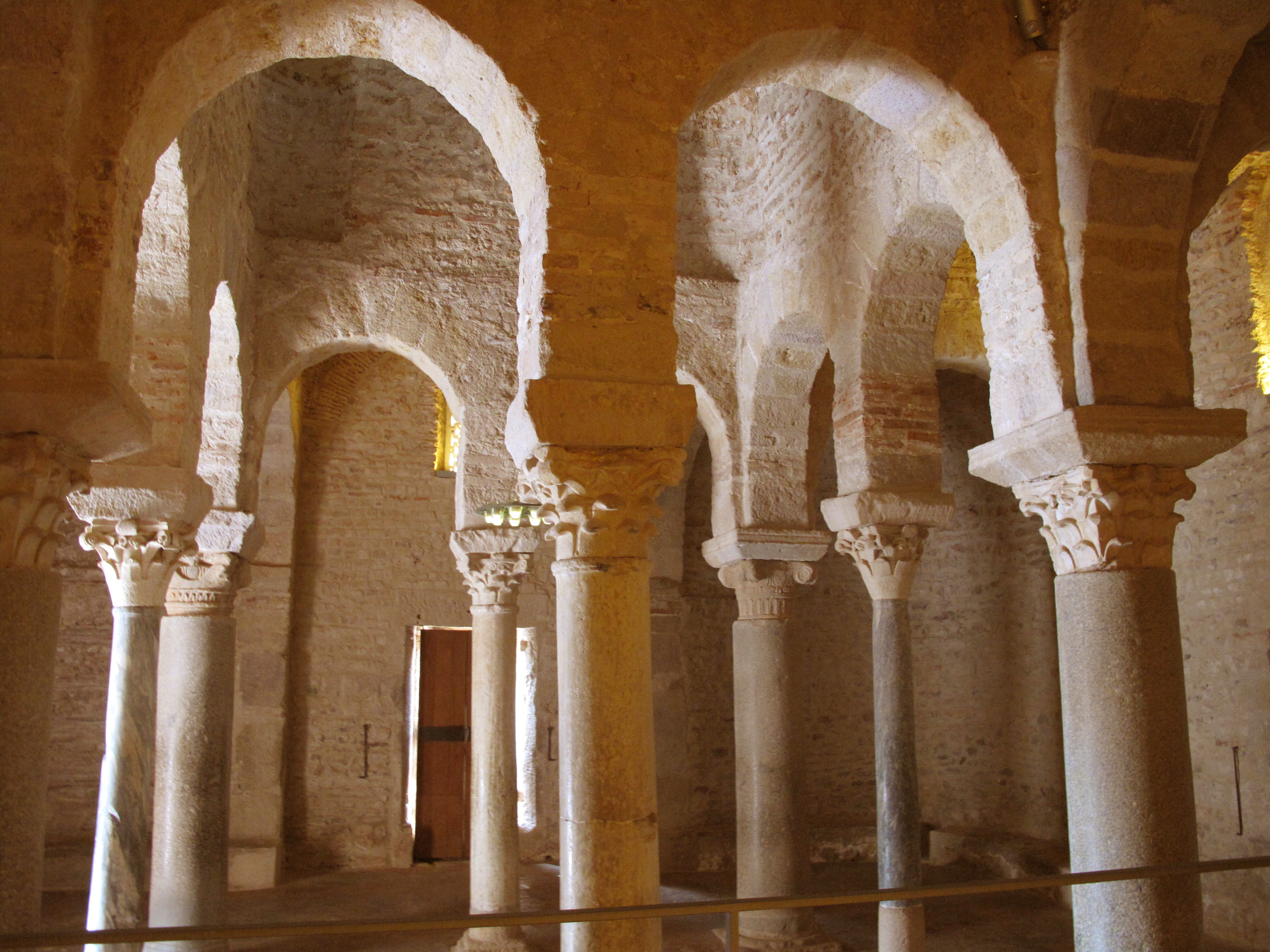
Columnes
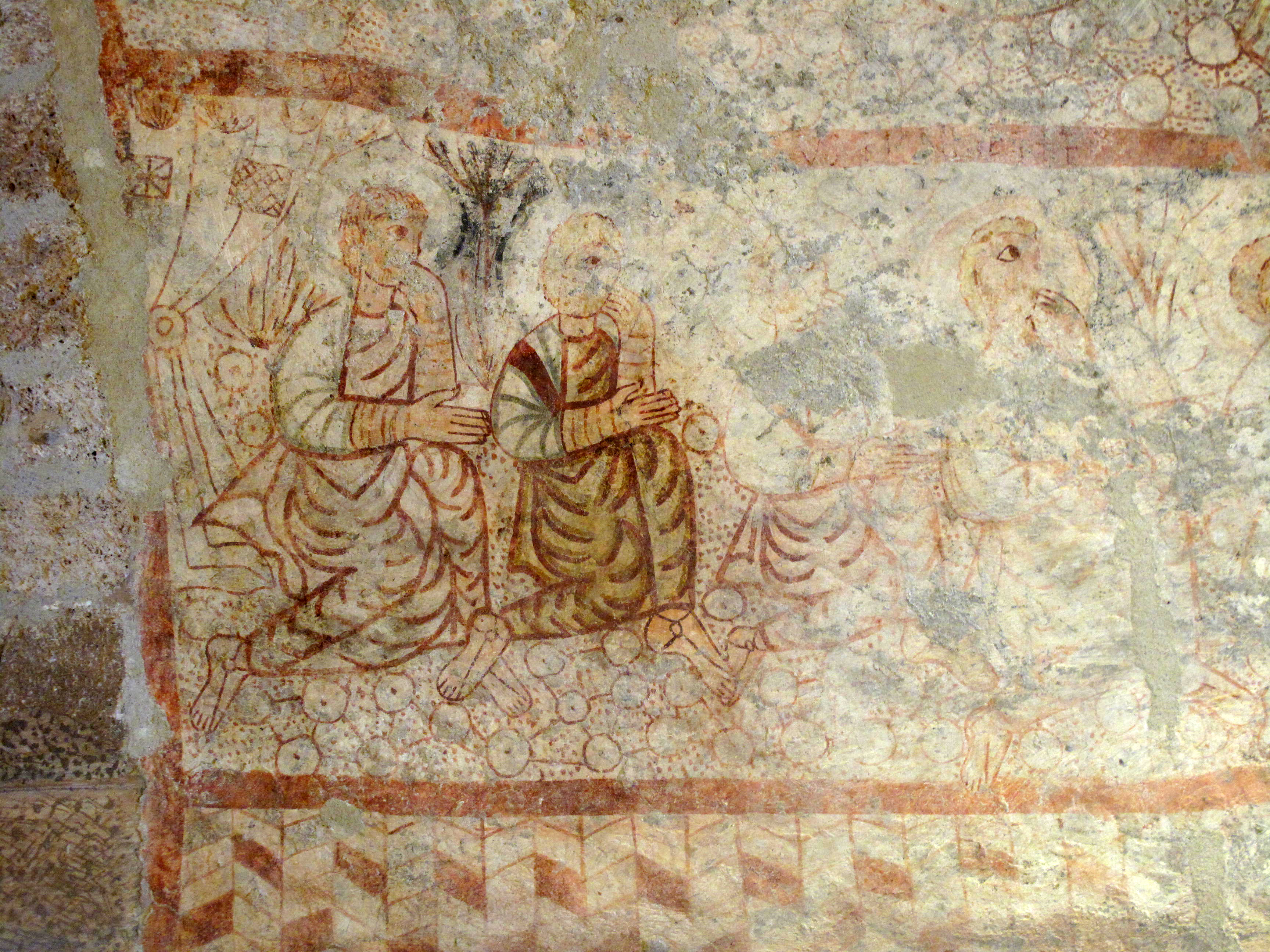
Detall de les pintures murals
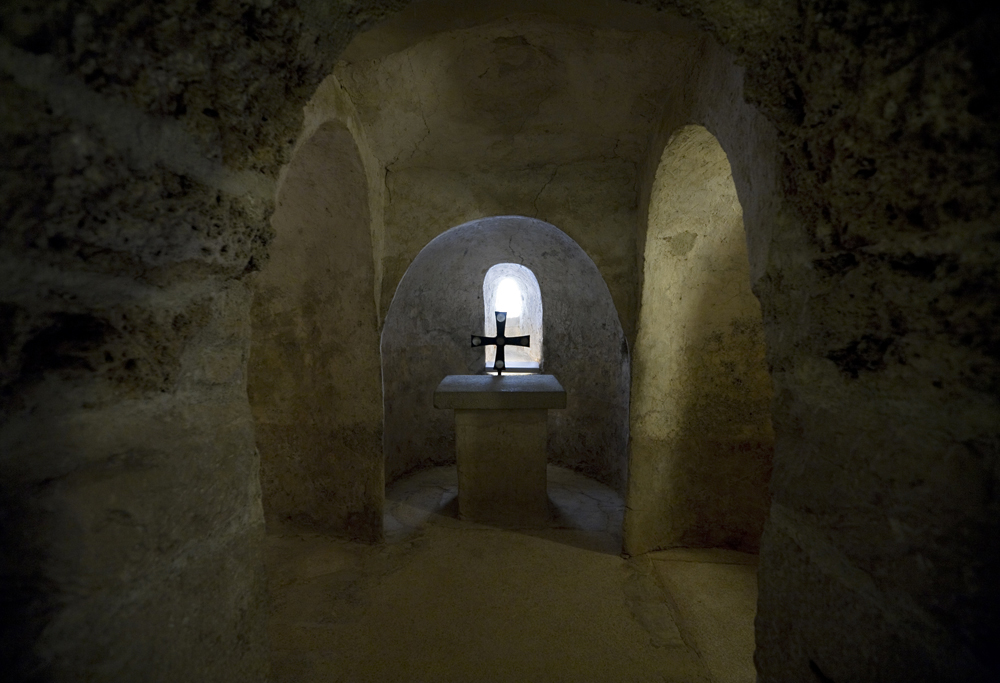
Cripta de Sant Celoni
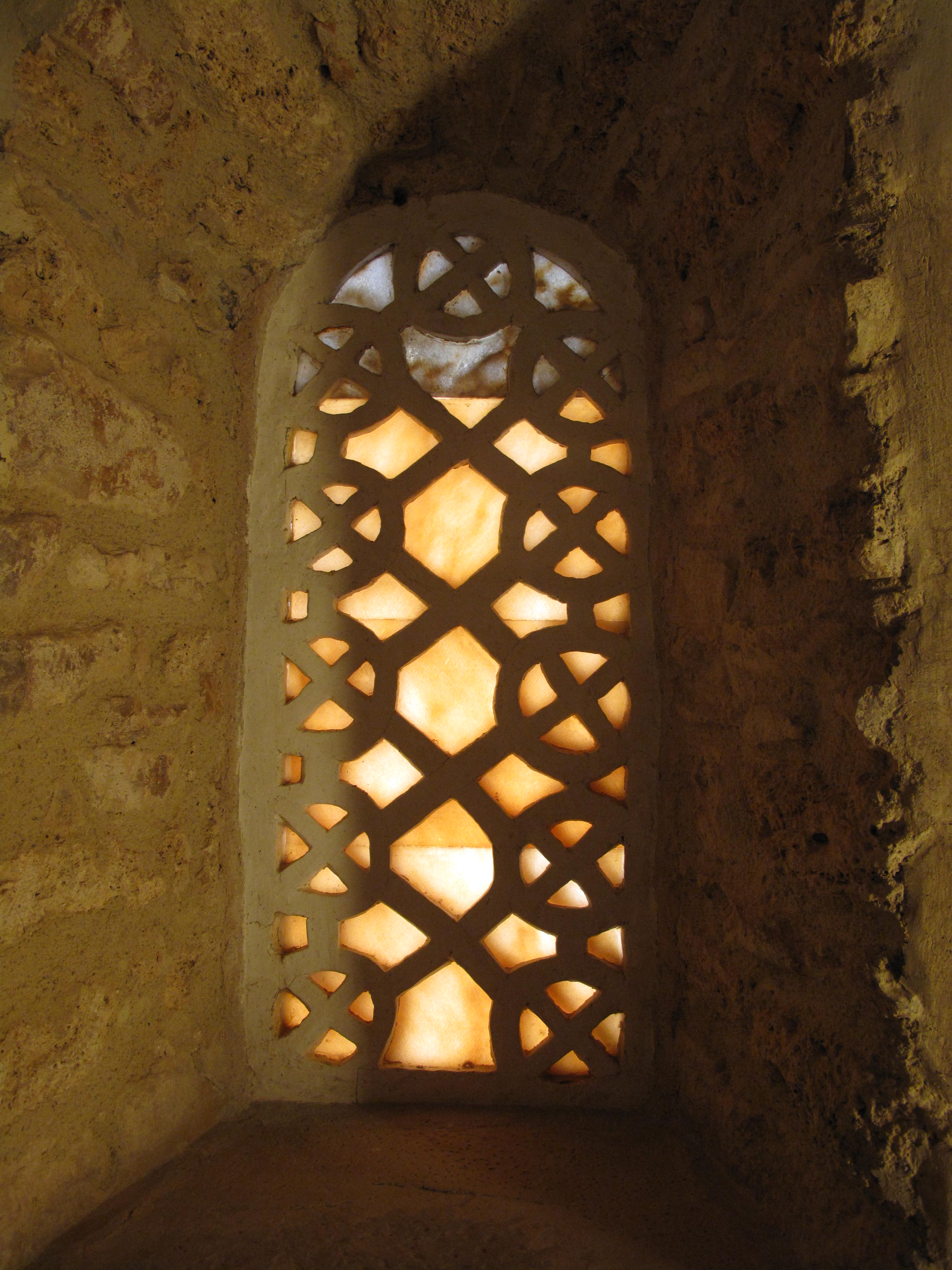
Finestra de l'absis

### Església de Sant Pere

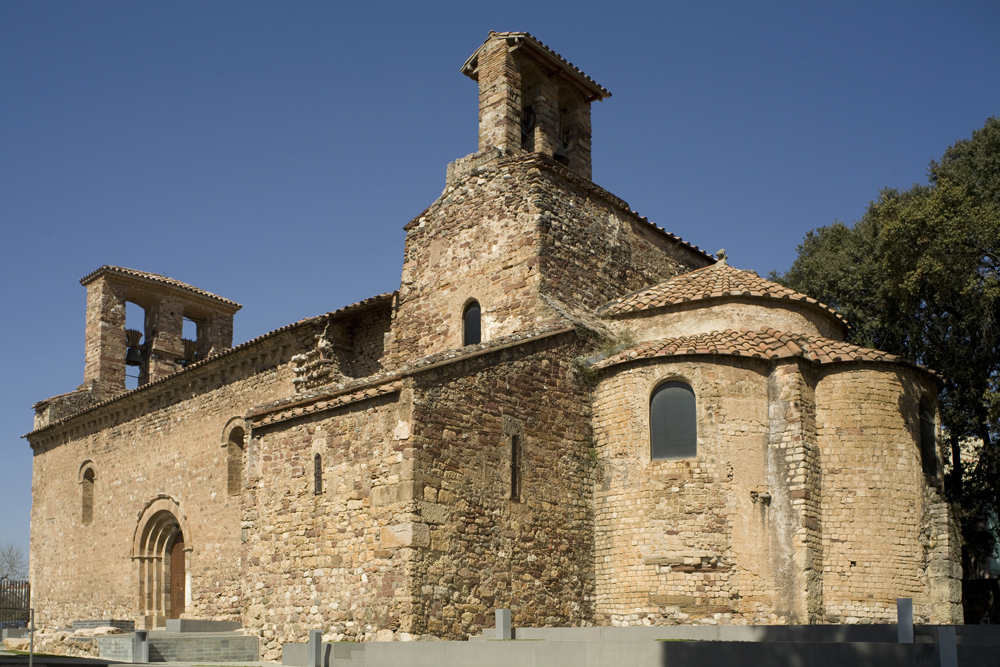
Església de Sant Pere

La seu d'Ègara disposava d'un gran edifici dedicat a les cerimònies més destacades, l'antiga catedral, però també necessitava una església parroquial, dedicada al culte parroquial quotidià de la comunitat de fidels que vivia al seu entorn. Aquesta era la finalitat de l'església de Sant Pere, situada al nord del recinte, a l'esquerra de la zona d'accés, i que casualment encara manté la seva funció parroquial. És la més gran de totes tres esglésies i dona nom al conjunt episcopal i també a l'antic poble de Sant Pere, que s'hi va formar al voltant i que actualment és un barri terrassenc. La benedicció de l'església està documentada el 1489.

#### Exterior
L'edifici conservat actualment és un edifici romànic, del segle xii, tot i que conserva alguns murs i elements de la construcció original del segle vi. La versió inicial de l'edifici era més àmplia i amb més dependències, tal com es pot observar a la senyalètica exterior de l'edifici, amb zones ressaltades amb granit negre, com la planta de la nau lateral del segle vi, que sobresortia de l'actual façana sud. Es conserven també restes del mur d'aquesta nau i de l'escalinata d'accés a la porta original, que quedava just al davant de la porta actual. L'edifici té una sola nau amb absis trilobulat i transsepte, possiblement del segle VI; la coberta és de volta de canó. La capçalera (l'absis i el transsepte) és d'època preromànica (segles ix i x) i la nau és del segle xii. La porta d'accés, molt senzilla, s'obre al mur sud i està emmarcada per quatre arquivoltes llises. Destaquen les restes d'un rellotge de sol medieval en aquesta façana. La llum entra a l'interior per dues grans finestres a banda i banda de la porta i per les tres finestretes de l'absis. La façana està coronada per una cornisa amb un fris decorat i sostingut per mènsules en forma de caps humans. Té dos campanars, un d'espadanya, d'origen romànic, al mur que dona a la plaça del Rector Homs, per on s'accedeix al recinte, i un altre de més modern prop del transsepte.
- Font de Sant Nebridi: Darrere l'absis de Sant Pere hi ha una font moderna dedicada a sant Nebridi, construïda el 1950 per commemorar el XV centenari del bisbat d'Ègara i decorada amb un mosaic realitzat per l'artista local Santiago Padrós.

#### Interior
A l'interior, l'absis té un terra de mosaic policrom del segle ix, segons Barral del segle xi, de motius geomètrics, segons la tradició romana. L'absis central queda tancat per un retaule de pedra amb dos rengles de pintures murals del segle xi encara de tipus preromànic, els dos superiors dins d'arcs cecs a manera de nínxols, amb la representació de sant Pere, Jesús, els evangelistes i altres figures bíbliques. Tots aquests elements denoten una certa renaixença classicista carolíngia. Al mur nord de la nau hi ha fragments de pintures murals gòtiques del segle xiv, d'estil primitiu. Al seu sòl es poden observar senyalitzacions de diversos enterraments de planta rectangular, entre els quals destaca el situat transversalment a la façana sud, una mica més enllà de la porta d'entrada a l'església. Es tracta de l'única tomba de tot el recinte que es va trobar elevada respecte al paviment del segle vi, fet que implica que devia ser el sepulcre d'alguna personalitat important.
Entre 1678 i 1683 Jaume Parellada i Miquel Dalmau van construir la capella de Sant Valentí, situada al lateral nord de l'església, a l'esquerra de la nau. Es va decorar amb un retaule del segle xvii. Les figures escultòriques que s'hi veuen són posteriors, ja que les originals foren cremades durant la Guerra Civil.
Més endavant, el 1880, Joaquim Salas i Anglada fa la capella del Santíssim, amb pintures murals de Ricard Marlet del 1948.
Cap al final del segle xix se'n va fer una primera restauració, dirigida per Puig i Cadafalch, amb l'enderrocament de la lluerna feta al segle xviii sobre la cúpula de l'absis. El 1918, Rafael Masó va fer l'emmarcament del retaule de l'absis i també la restauració de l'altar major construint una nova ara en el procés. No obstant, la seva participació va desaparèixer enmig de la Guerra Civil deixant únicament la creu dissenyada per ell mateix que trobem en l'actual altar major de Sant Pere com a testimoni. Durant els anys 1975 i 1976 es va dur a terme la neteja dels murs interiors amb l'enderrocament de contraforts de l'absis, ja que no feien cap funció. També es va fer una excavació de l'absis sota el retaule.
- Retaule petri: A l'interior de l'església es conserva un retaule petri del segle x. Es creu que és l'únic existent al món de la seva època i característiques.[30] El retaule es troba parcialment mutilat a la part inferior, ja que en algun moment de la història s'hi va practicar una obertura per fer-hi un armari d'ús eclesiàstic. A nivell formal, té dos rengles de nínxols per damunt d'una gran biga de fusta, sobre la qual es poden veure algunes escenes. Al registre inferior, els quatre evangelistes, representats pels animals i símbols clàssics de la iconografia cristiana: l'àliga de Sant Joan, el lleó de Sant Marc, el bou de Sant Lluc i l'home o àngel de Sant Mateu. Hi ha dos personatges més que presencien l'escena, però es veuen molt parcialment.
- Retaule dels sants Abdó i Senén: Per a aquesta església es va realitzar el retaule dels sants Abdó i Senén, obra cabdal de Jaume Huguet, que tradicionalment s'ha exposat al transsepte de Santa Maria, on torna a estar instal·lat definitivament després de les últimes obres de remodelació, tot i que durant un període va tornar a l'església original. Al costat esquerre de la nau hi ha dues capelles construïdes en temps moderns. A la primera hi ha un retaule barroc dedicat a sant Valentí.[31]
- Orgue: Als peus de l'església es conserva un majestuós orgue. L'original fou construït entre 1924 i 1925 a la fàbrica d'orgues Verge de Montserrat, de Collbató. La caixa de l'orgue va ser construïda per l'empresa local Fills de J. Capella. L'orguener va ser Silvio Puggina, provinent de Gènova, que era a Catalunya creant l'orgue de la basílica de Montserrat. Es va inaugurar el 30 de maig de 1926, amb un acte a càrrec de Josep M. Padró, organista de la Catedral de Girona. Aquest exemplar va ser cremat durant la Guerra Civil. Posteriorment, el 1985 se n'hi va instal·lar un altre del 1926, provinent del Conservatori de Barcelona i construït pel mateix Puggina, molt similar a l'orgue original. Posteriorment fou ampliat per Antoni Jiménez i Federico Acitores entre 1988 i 1996, sota la direcció de l'organista Jordi Figueras. Compta amb tres teclats i pedaler, 36 registres i un total de 2.330 tubs.[32] Al costat, es conserva un carilló circular de fusta de començament del segle xvii.

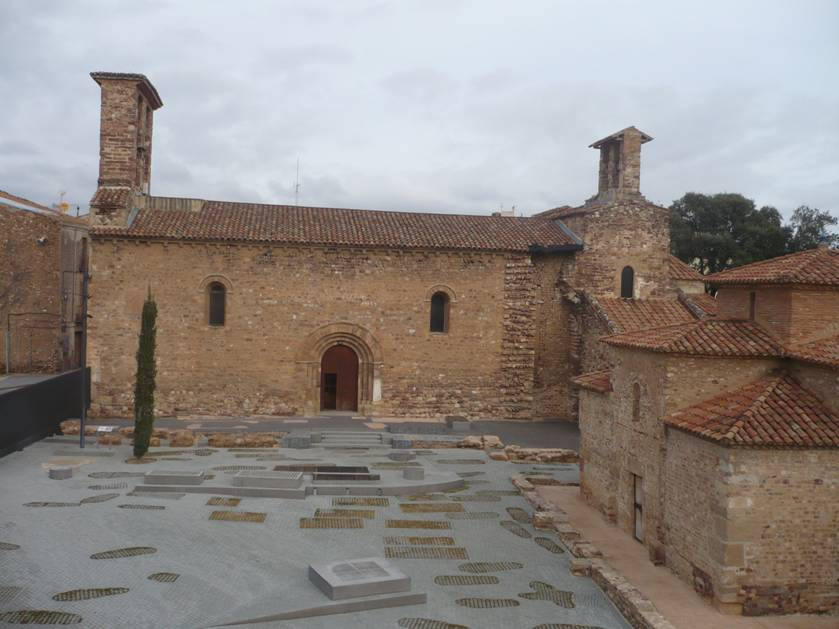
Façana on s'obre la porta d'accés
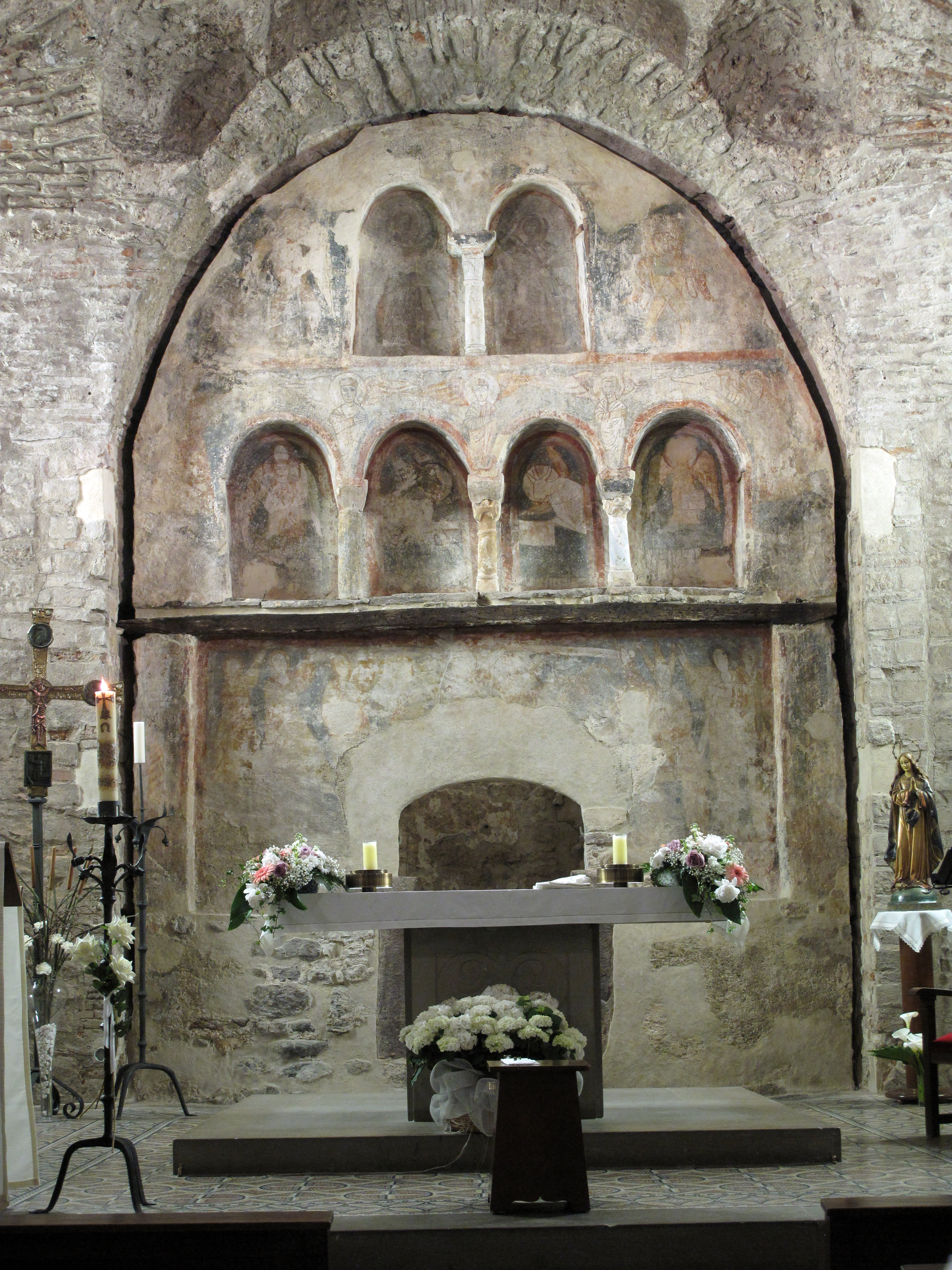
Retaule petri
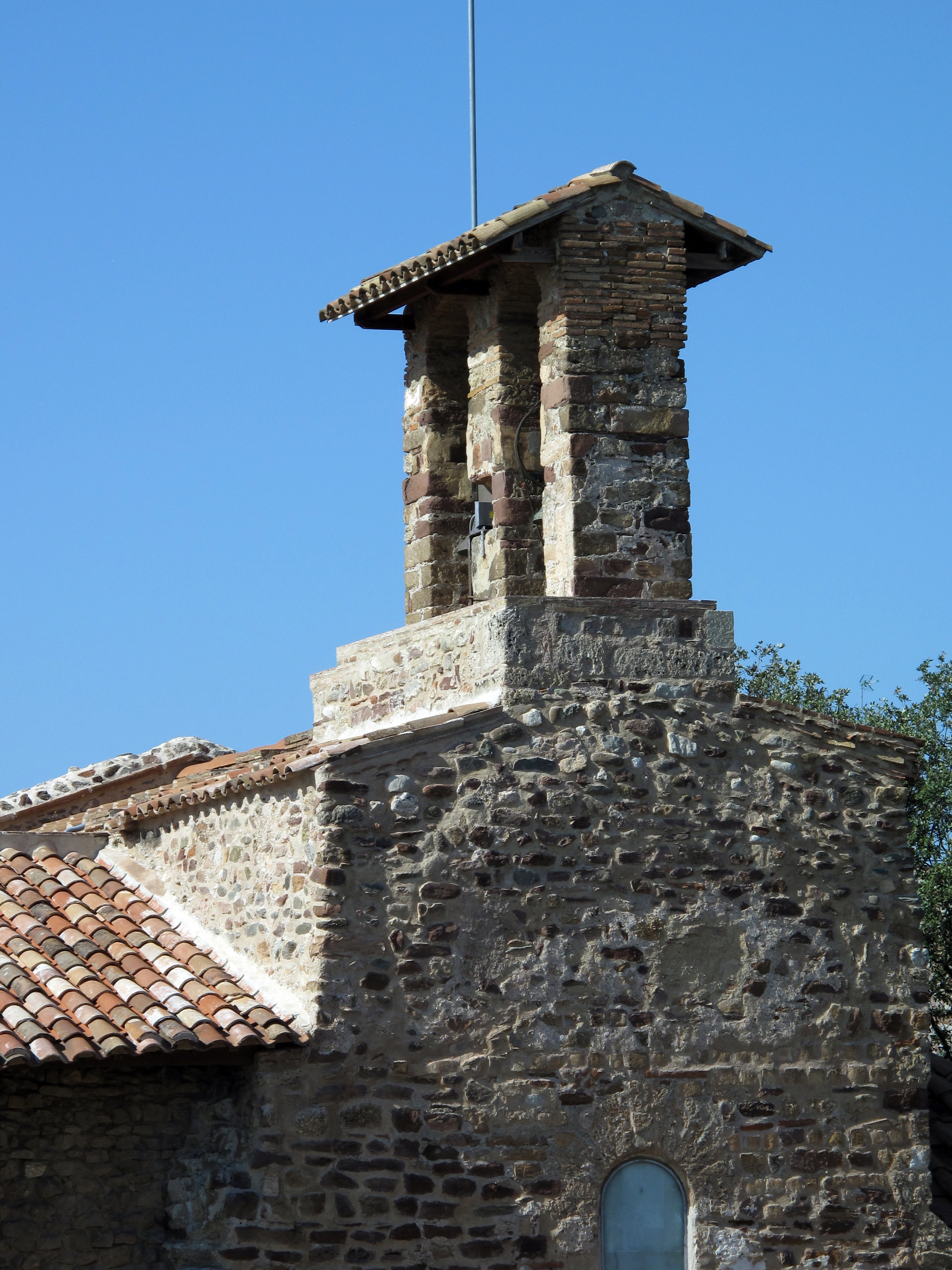
Campanar del transsepte
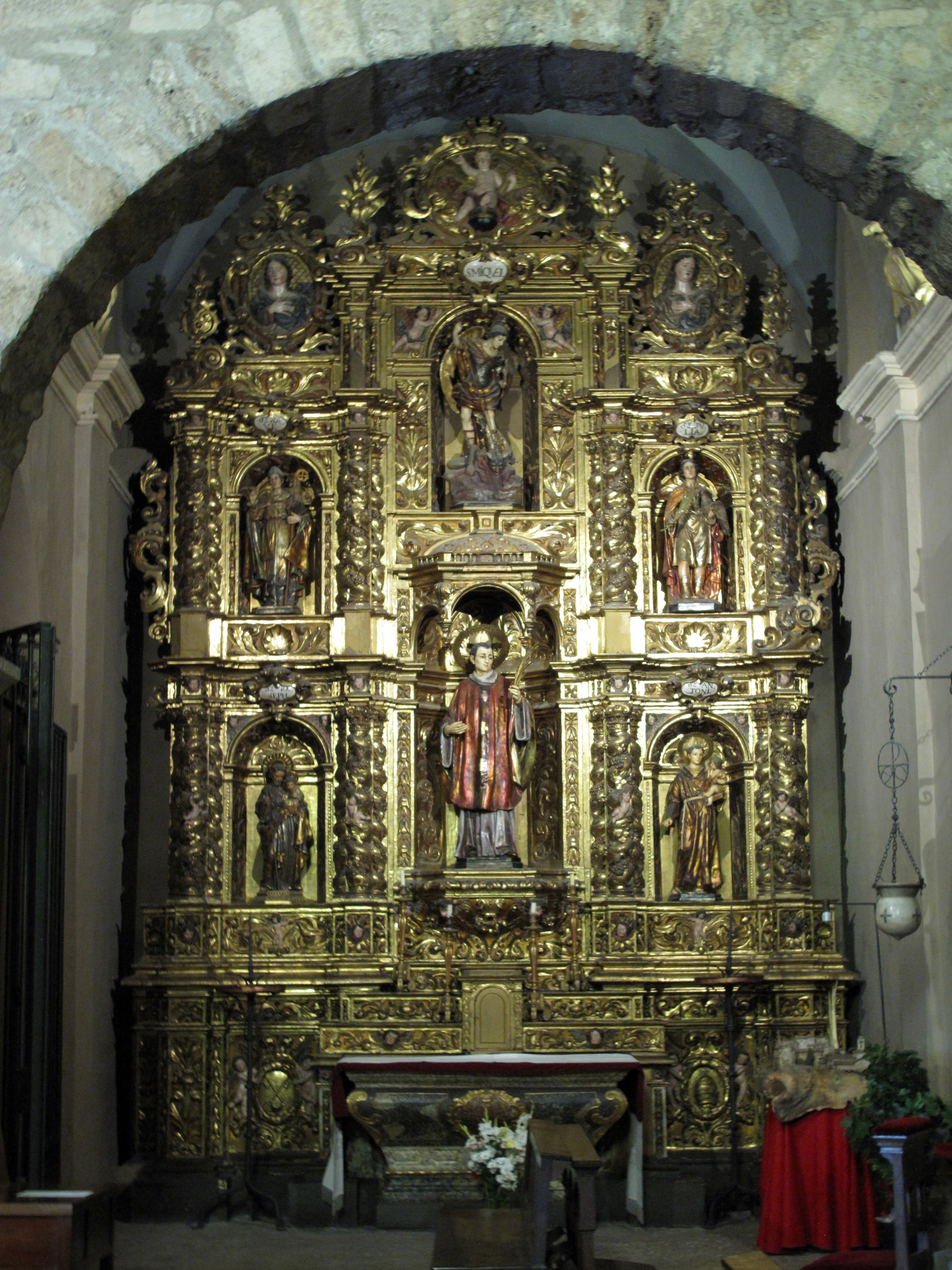
Retaule barroc de Sant Valentí
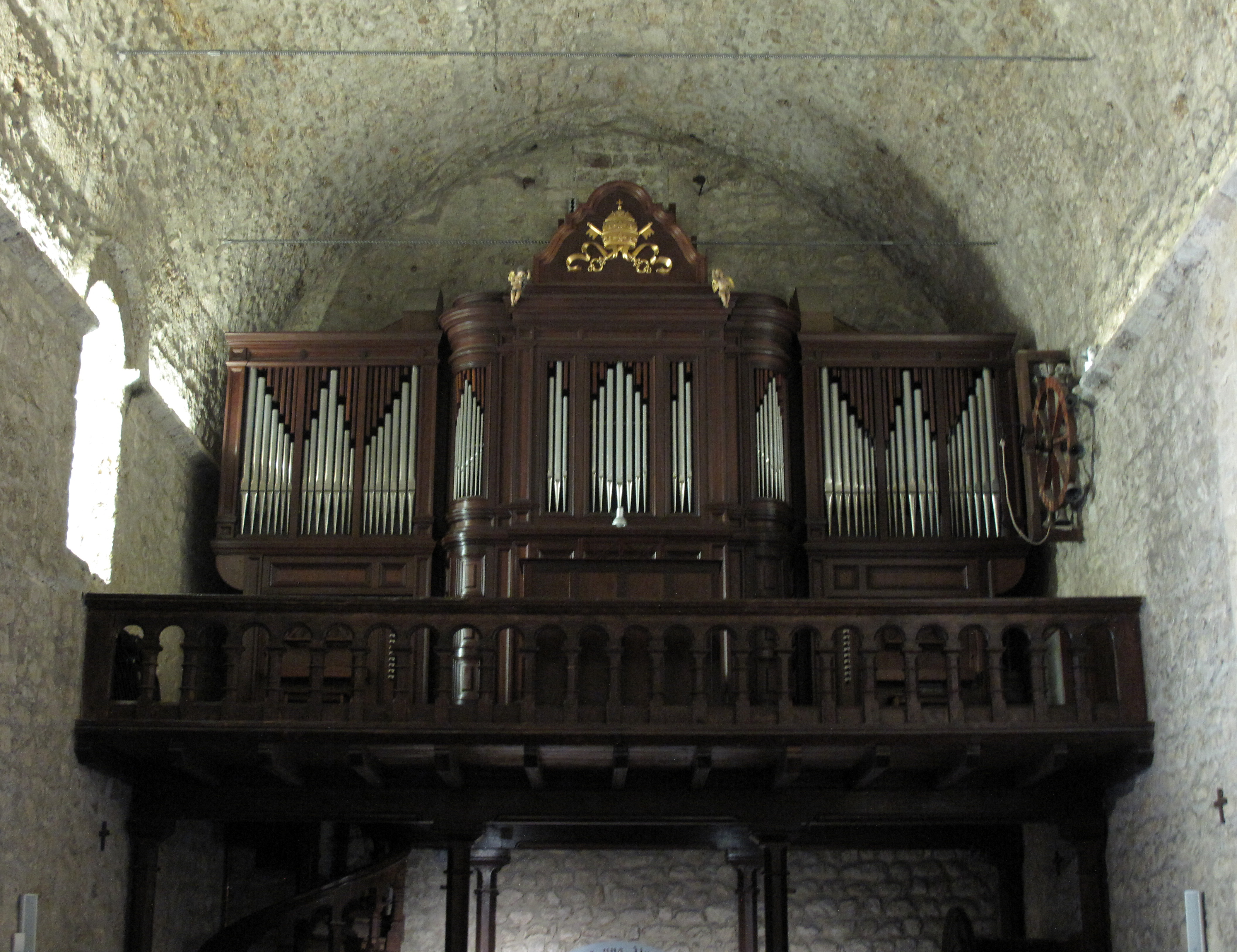
Orgue
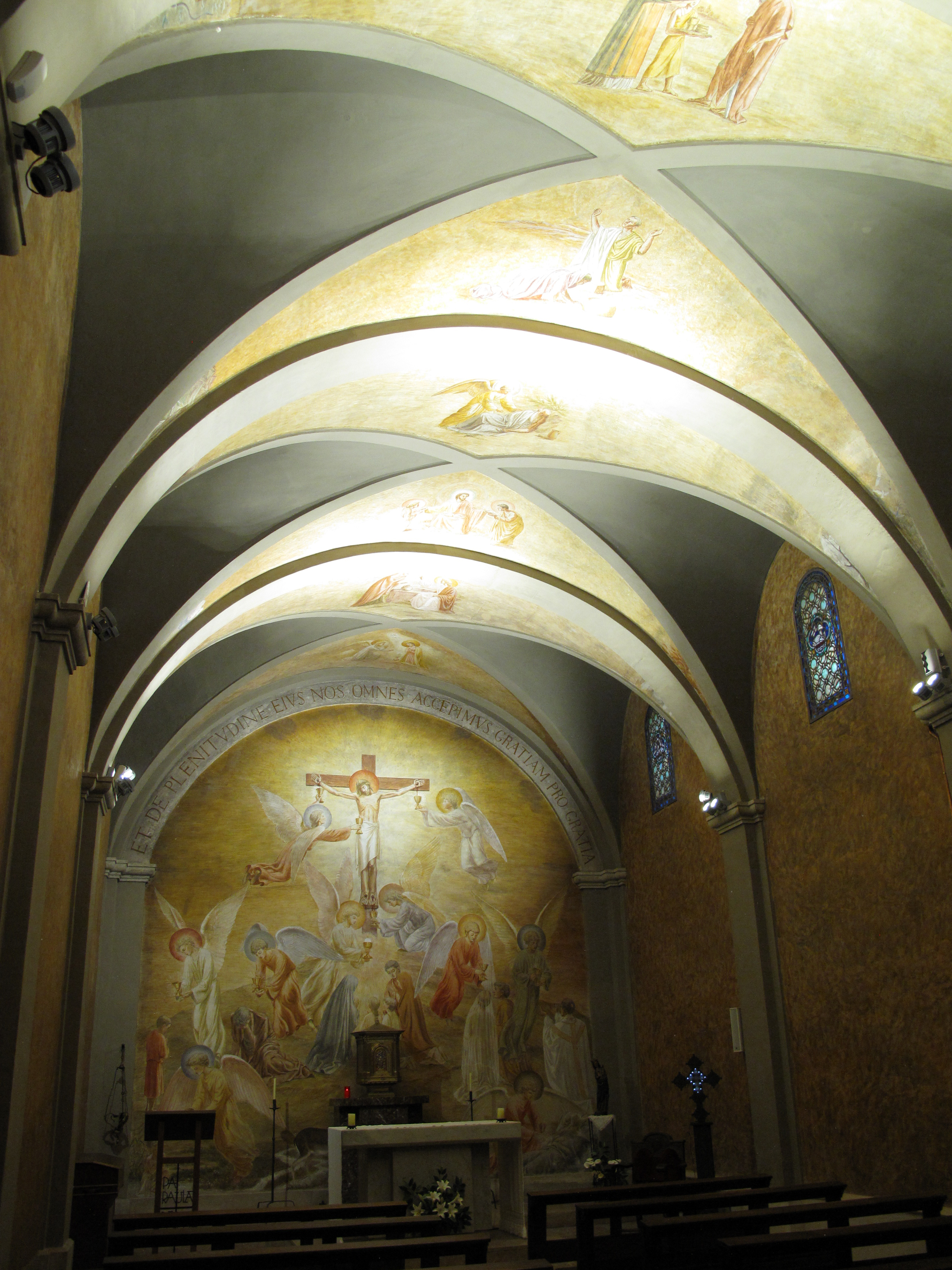
Capella del Sagrament

### Rectoria de Sant Pere

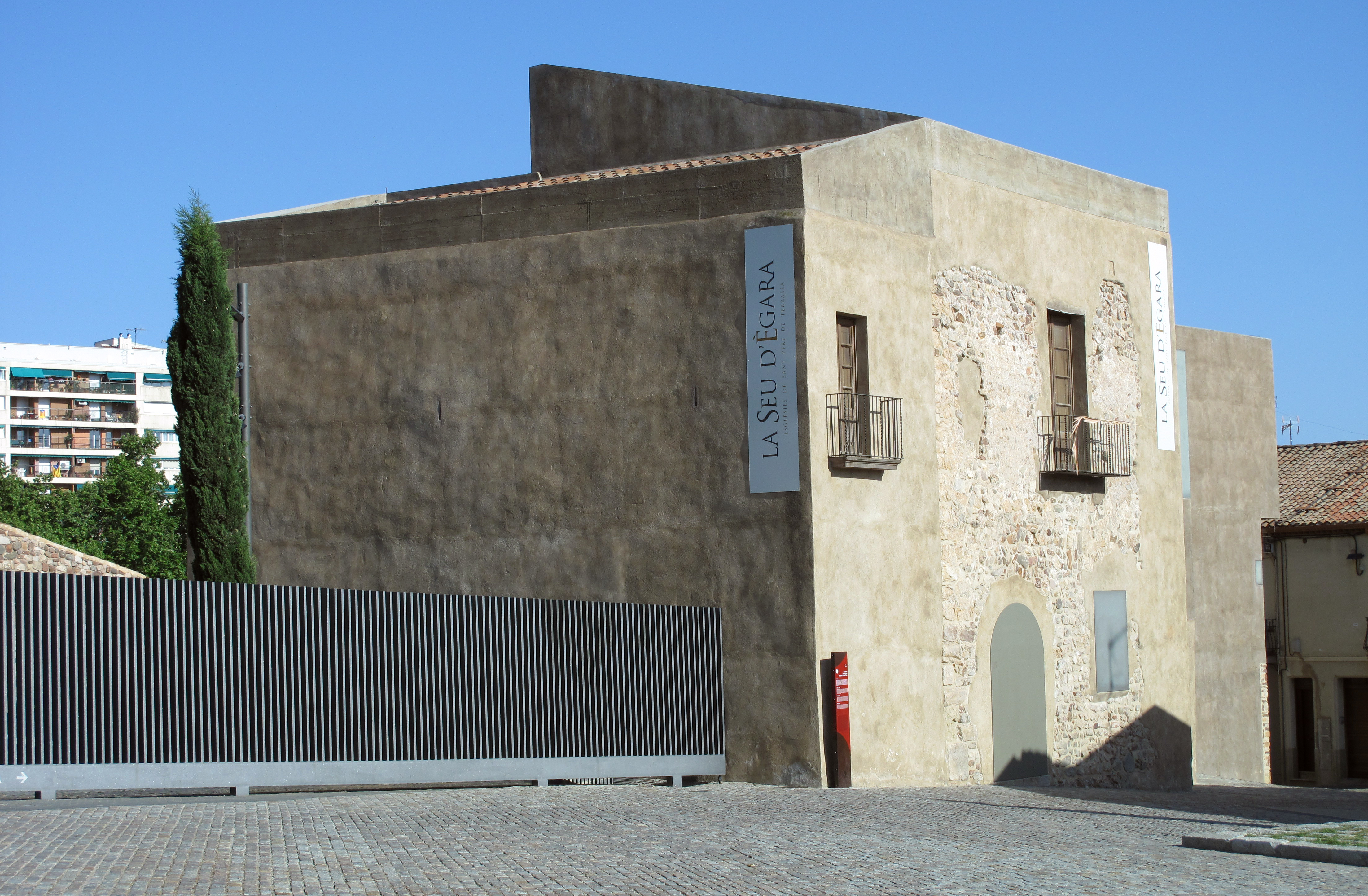
Rectoria de Sant Pere

La rectoria de Sant Pere és l'antic edifici rectoral de les esglésies de Sant Pere de Terrassa. Està protegit com a bé cultural d'interès local. A l'edifici hi habitaren els priors de Terrassa fins al 1800. Antigament havien ocupat aquest lloc les dependències del monestir agustinià de Santa Maria. Després fou residència del Vicari Perpetu, que tenia el càrrec de rector de la parròquia de Sant Pere. Durant els anys 1937 i 1938 formà part del Museu Comarcal de Terrassa i albergà l'arxiu de la ciutat.
L'antiga rectoria ha estat remodelada i ha esdevingut el centre d'interpretació del conjunt. Al subsòl de l'edifici s'hi han descobert les restes del baptisteri de l'antiga seu episcopal d'Ègara.
L'espai ocupat per aquest edifici havia format part originàriament de la basílica i la posterior catedral que van precedir l'edifici de Santa Maria. En aquest espai s'hi trobaven els peus de la primera basílica del segle v i de la catedral del VI. És per aquest motiu que s'hi han trobat restes de nombrosos enterraments, ja que a mitjan segle V aquest era un espai d'ús funerari. Quan es va ampliar la basílica es va traslladar a aquest edifici el baptisteri i s'hi va construir una piscina central, de la qual encara es conserven alguns elements i la canalització. Gran part del murs que envolten l'espai són els originals del segle vi, on destaca una finestra de l'època al primer pis. L'alçada actual de l'edifici és la del baptisteri original. A l'espai destinat actualment a l'acollida hi havia els edificis residencials del bisbe i altres autoritats eclesiàstiques d'Ègara. Entre aquestes dependències destaca el testimoni d'una piscina de 30 metres quadrats que ocupava la part central d'un pati interior, molt probablement dedicada a l'esbarjo o la meditació, un exemple de la sumptuositat que havia pogut tenir la seu episcopal de l'època.

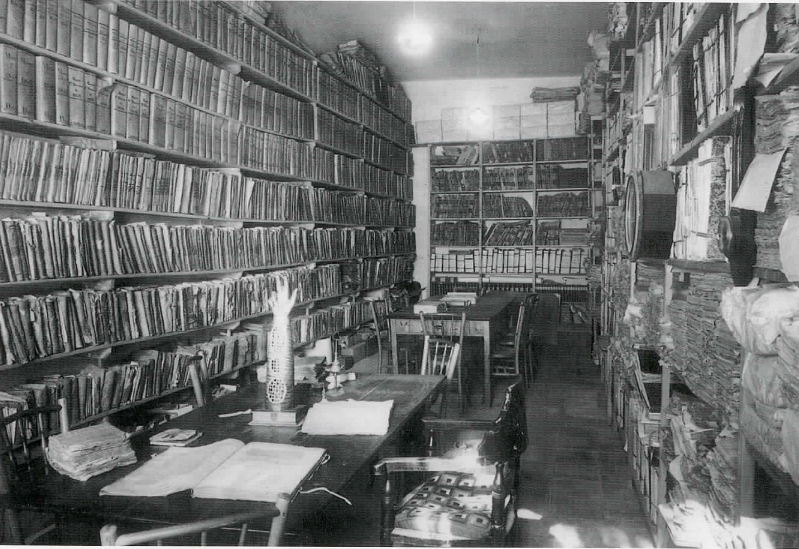
Antiga seu de l'Arxiu Històric de Terrassa, a l'edifici de la rectoria
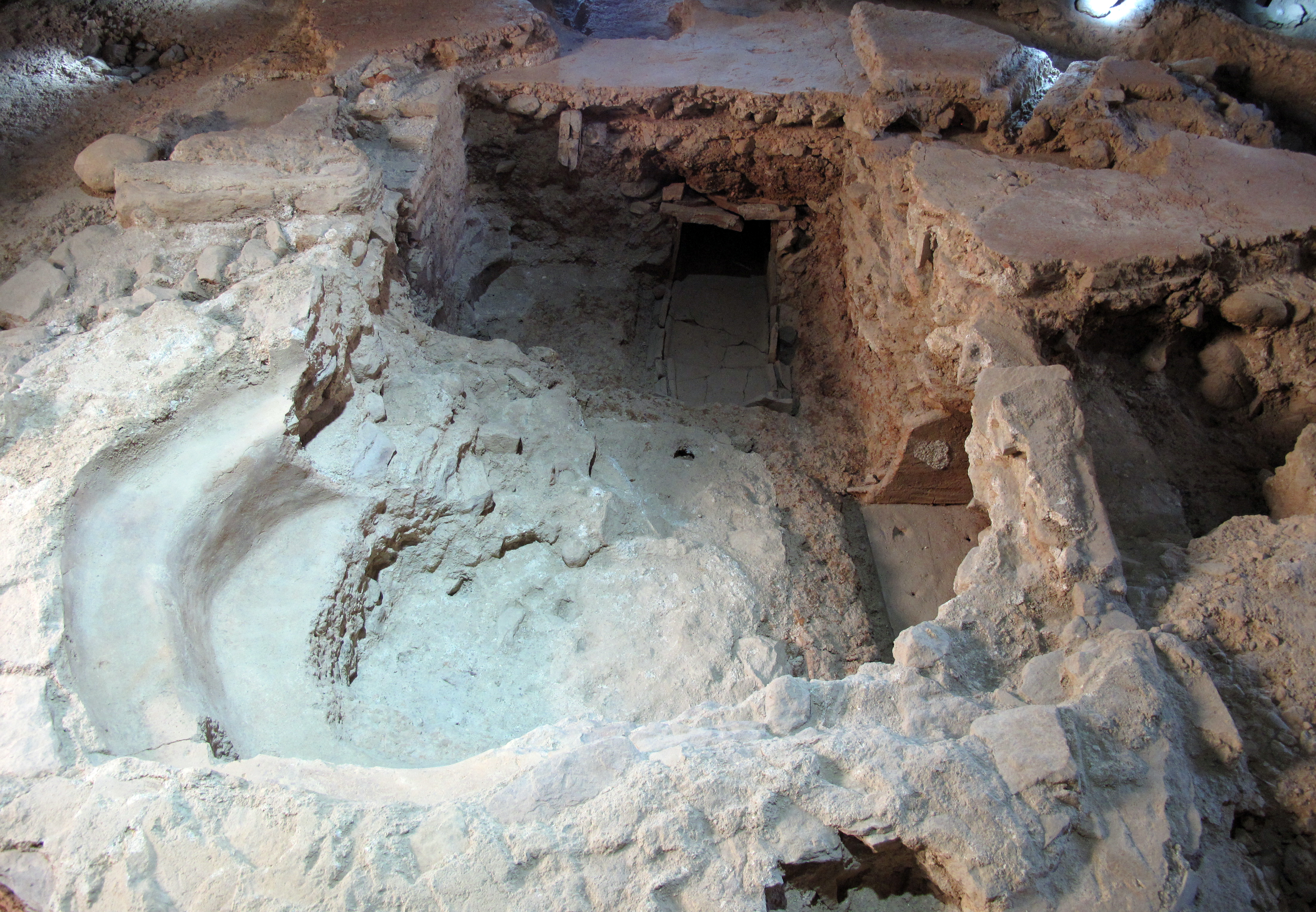
Restes del baptisteri de l'antiga seu d'Ègara, al subsòl de l'antiga rectoria
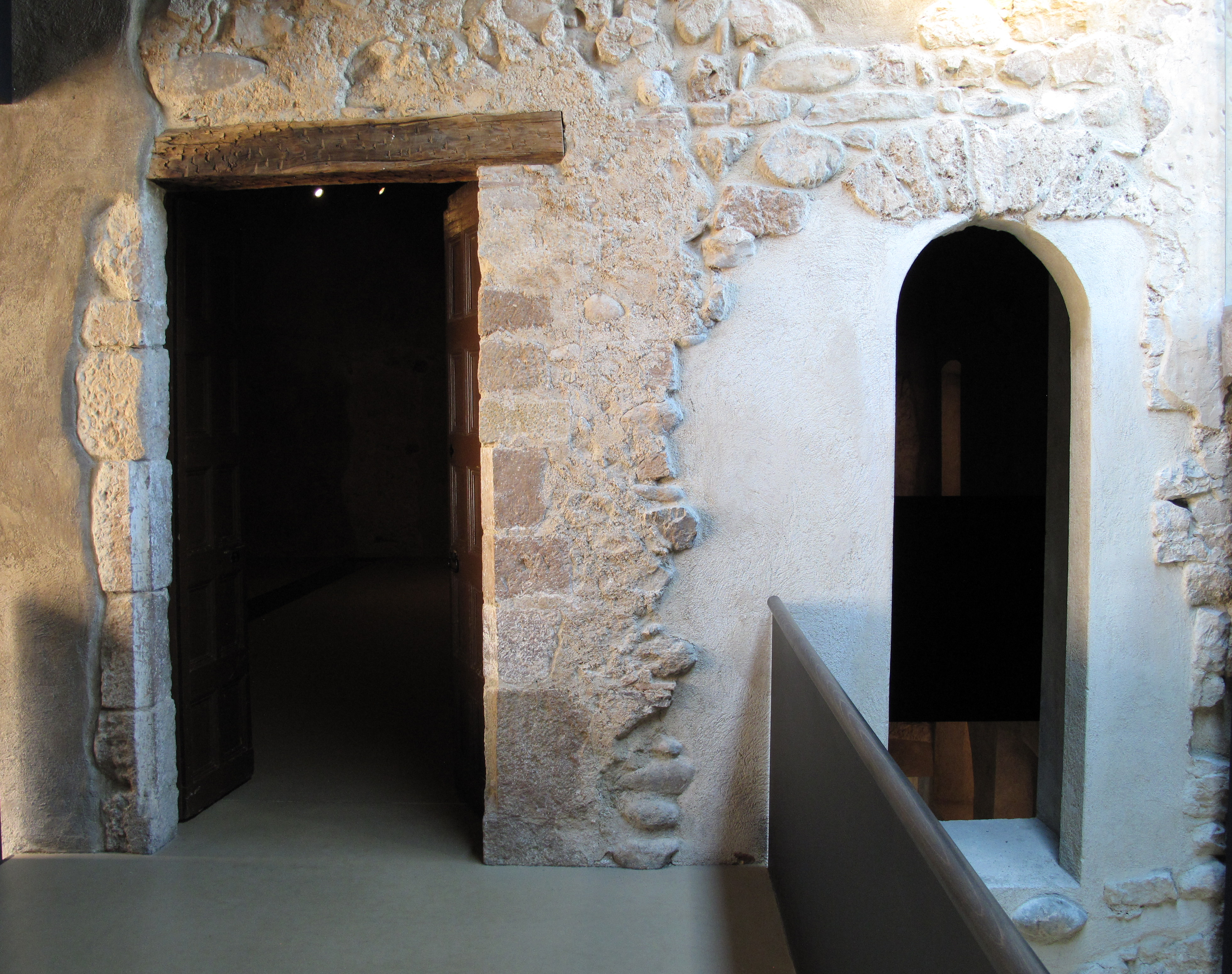
Interior de l'edifici

## Patrimoni artístic

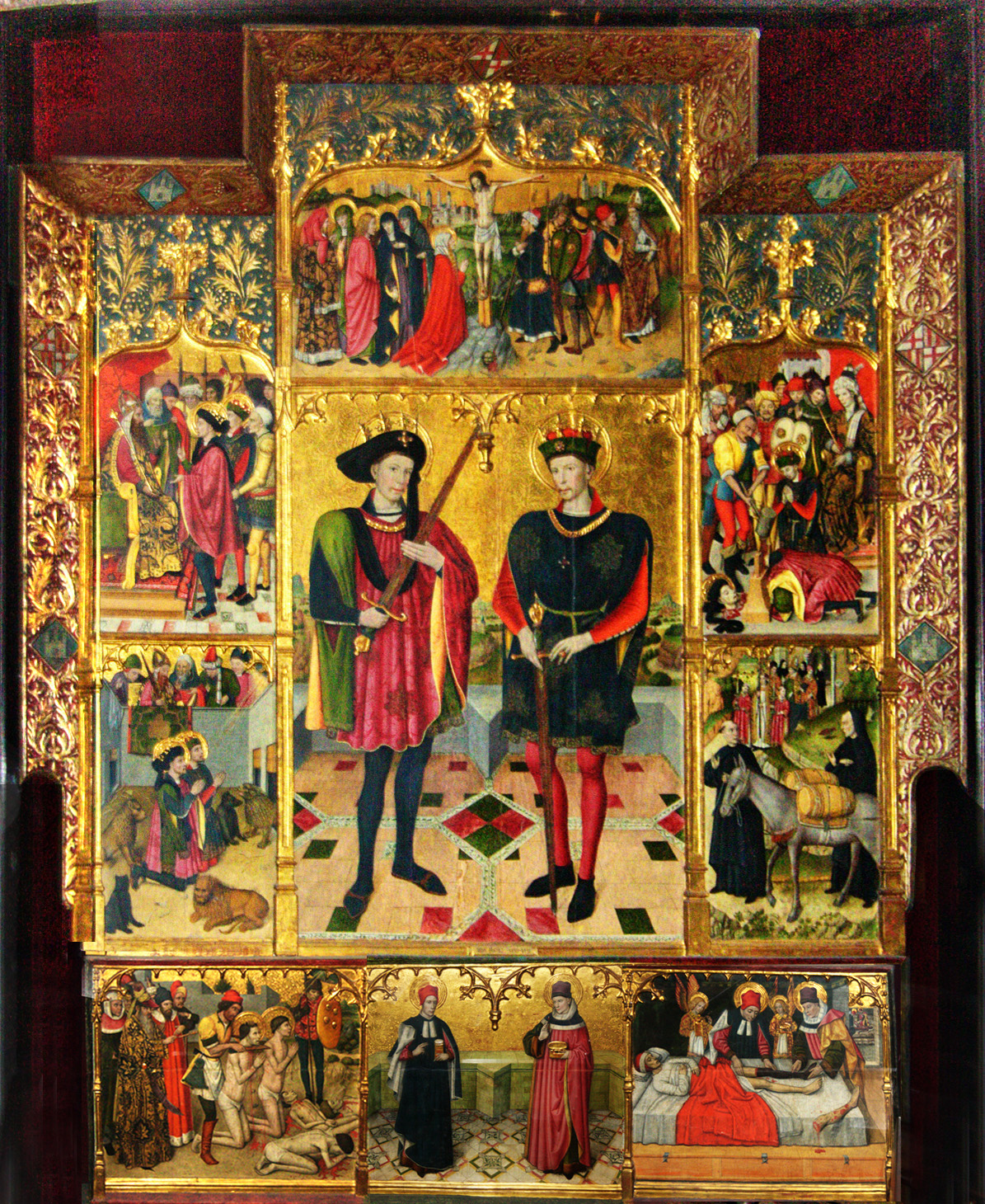
Retaule dels sants Abdó i Senén, de Jaume Huguet

El conjunt monumental disposa de tres retaules gòtics d'anomenada que, fins a la darrera remodelació, s'han conservat tradicionalment a l'església de Santa Maria, la qual encara acull els dos darrers:
- El retaule major de Sant Pere, obra de Lluís Borrassà del 1411. Hi falta la taula central, i les vuit laterals presenten diverses escenes de la vida del sant. Des de la nova remodelació s'exposa a l'edifici museogràfic de la rectoria.
- El retaule de Sant Miquel, obra de Jaume Cirera i Guillem Talarn, que la va acabar, datada entre 1450 i 1451. S'hi veuen escenes de la lluita entre àngels i dimonis i tres representacions de la Passió.
- El retaule dels sants Abdó i Senén, obra de Jaume Huguet, pintat el 1460 per a l'església de Sant Pere, on durant un temps es va tornar a exposar després de l'última remodelació, tot i que ha tornat a Santa Maria. Està molt ben conservat i és un dels més cèlebres de l'artista. Els sants titulars hi són representats al centre, voltats d'escenes de la seva vida i del seu martiri. A la part inferior hi ha imatges dels sants metges Cosme i Damià.

Altres obres artístiques del conjunt d'esglésies són:
- El retaule major de Santa Maria, de Baptista Parma i Joan Basi (1611-1612) i el retaule de la Mare de Déu del Roser (segle xvi), tradicionalment exposats també a l'església de Santa Maria i actualment als dipòsits del Museu de Terrassa.
- El retaule barroc de la capella de Sant Valentí, a l'església de Sant Pere.
- La capella del Sagrament, a l'església de Sant Pere, amb decoració de Ricard Marlet (1948).
- La Mare de Déu de Santa Maria (segle XIV), a l'església homònima.
- La font de Sant Nebridi, amb mosaics de Santiago Padrós, de 1950, situada rere l'absis de Sant Pere.

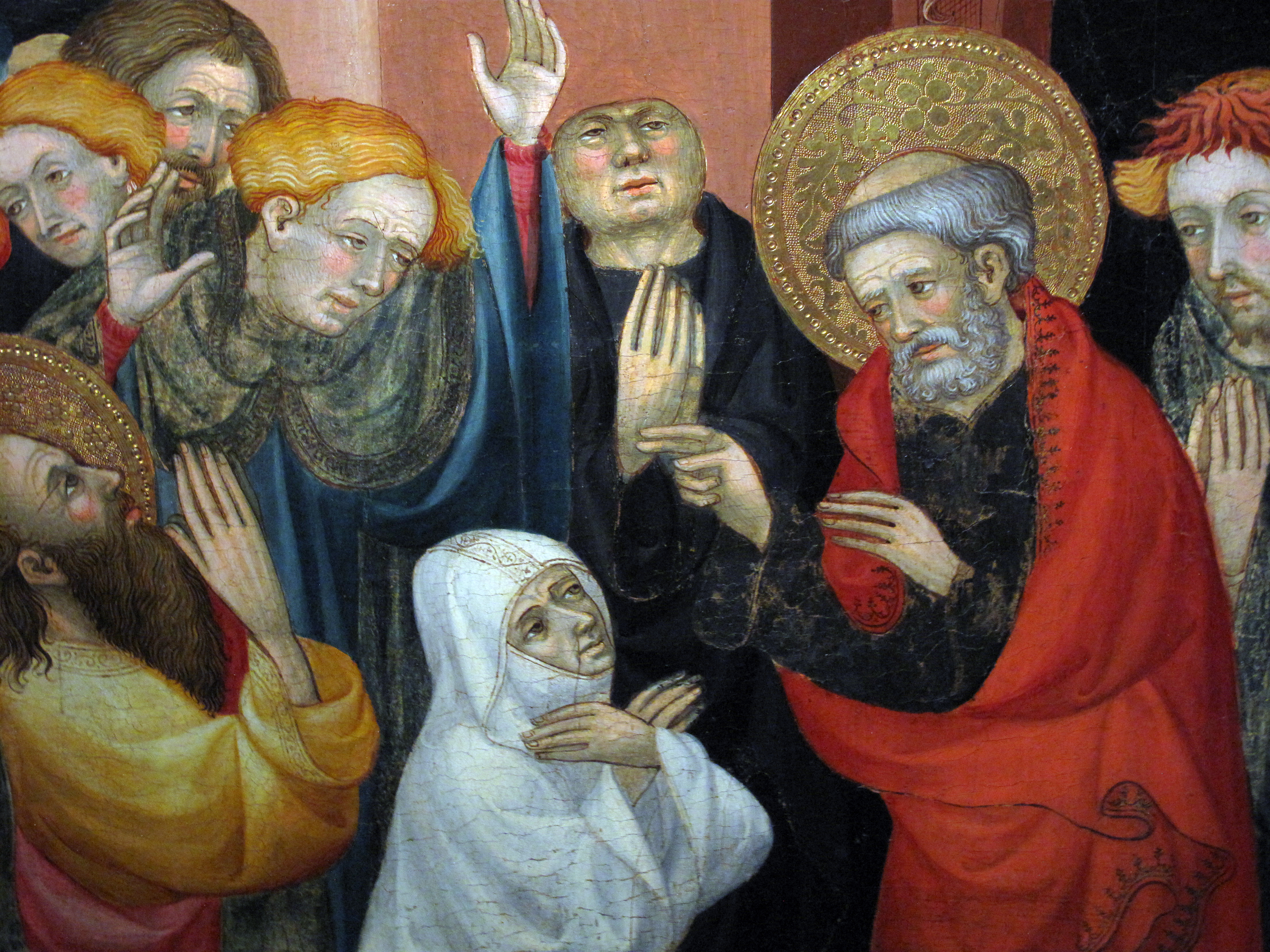
Fragment del retaule de Sant Pere
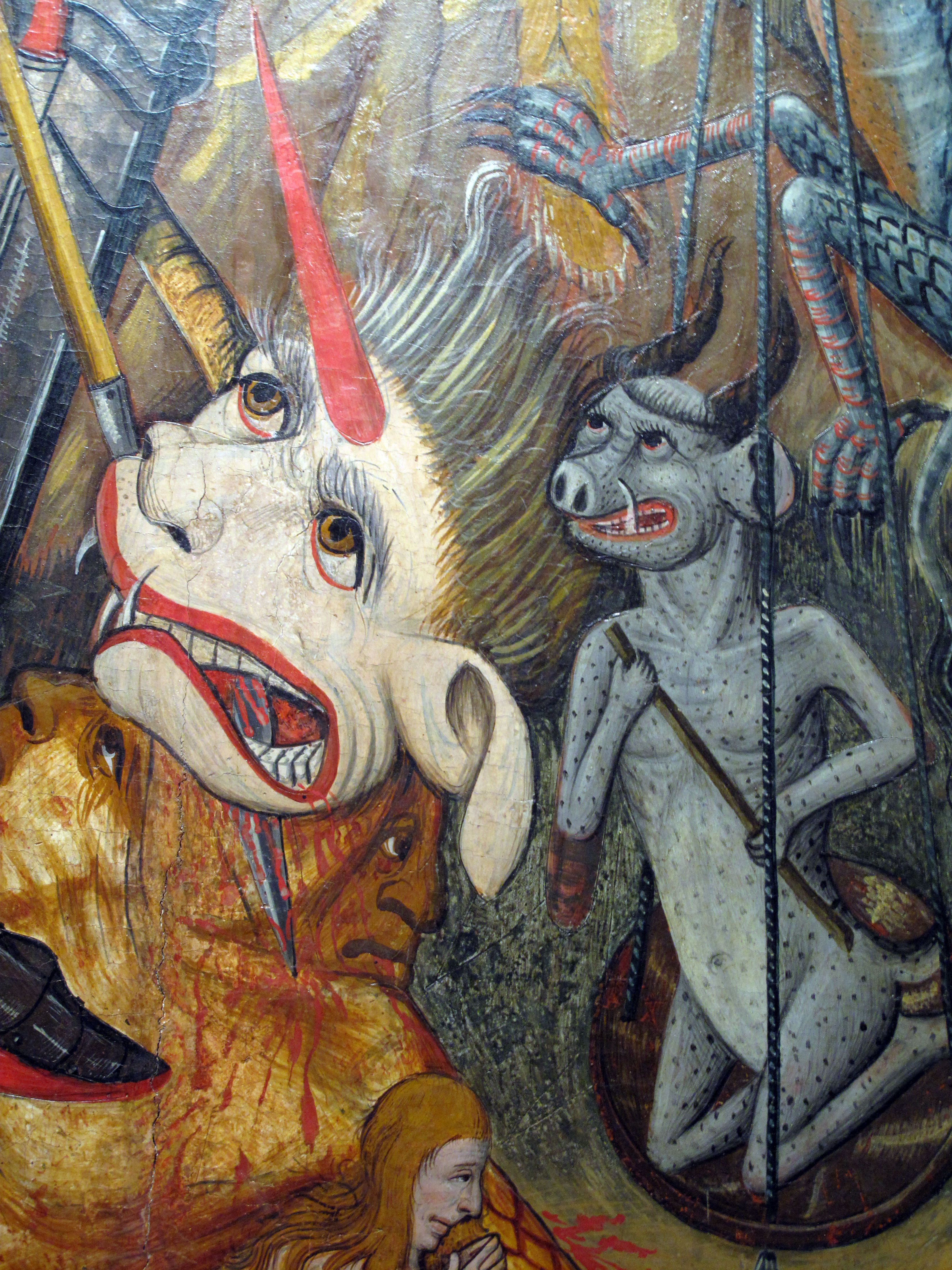
Fragment del retaule de Sant Miquel
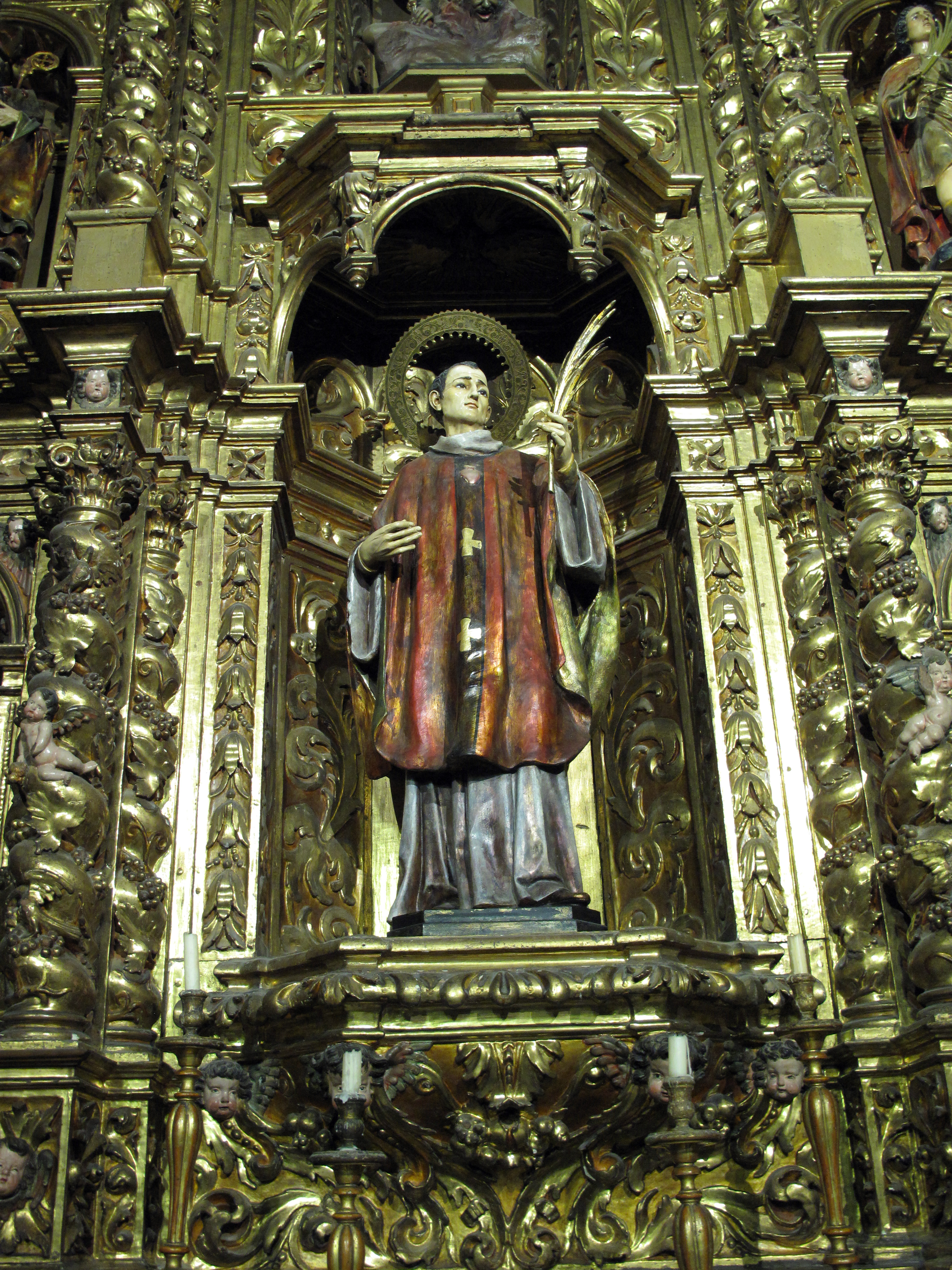
Retaule de Sant Valentí, imatge del sant
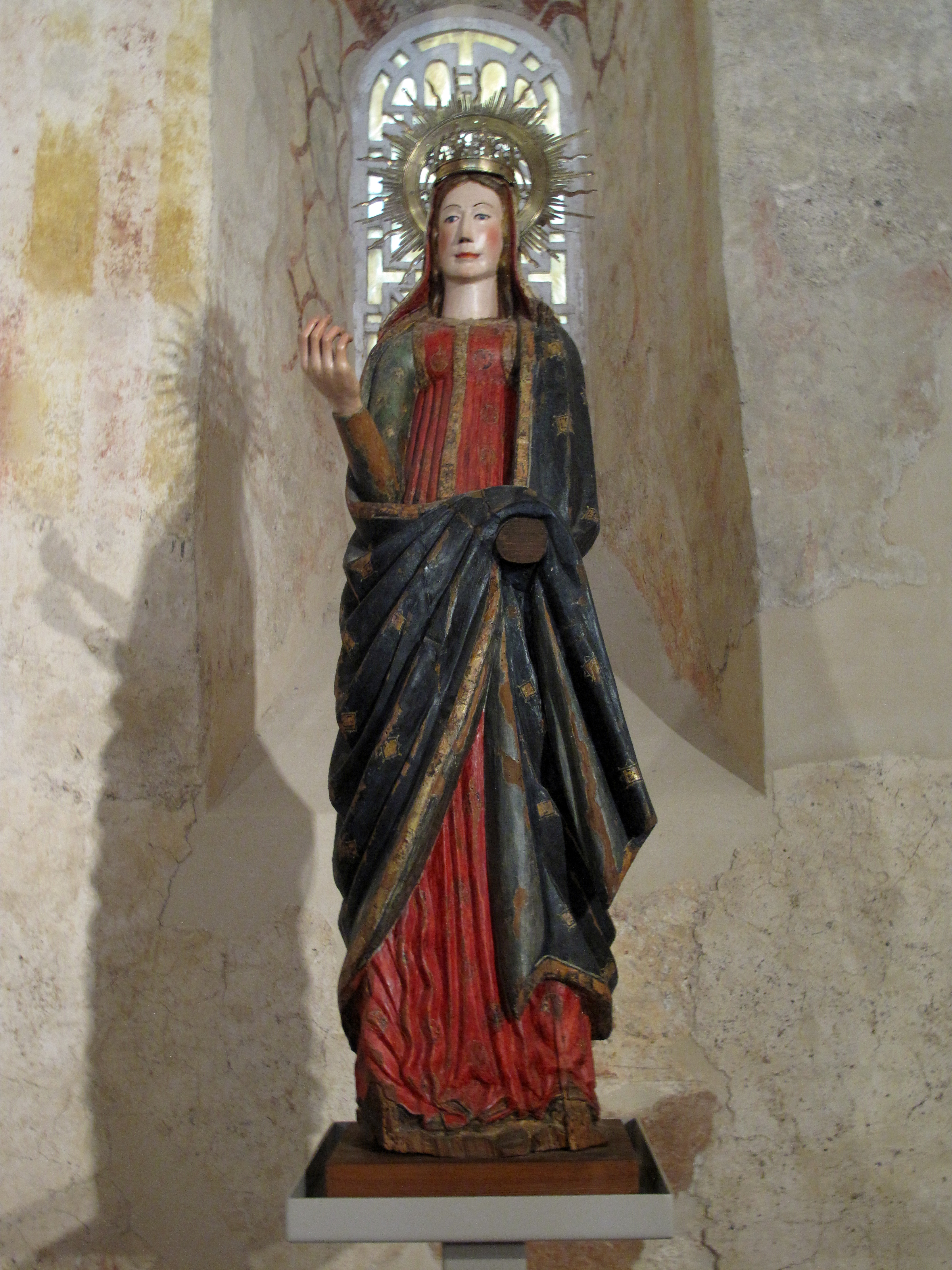
Mare de Déu de Santa Maria

## Intervencions arqueològiques
En termes geològics, el conjunt de Sant Pere d'Ègara està situat a la plataforma superior d'un esperó de roca format per la confluència dels torrents de Vallparadís i Monner. Amb l'objectiu d'estudiar el conjunt eclesiàstic, al llarg de la seva història s'hi han realitzat diverses intervencions arqueològiques. La particularitat de la superfície, així com la pluralitat de les intervencions, han dificultat històricament la interpretació estratigràfica de les estructures documentades, tot i existir-ne planimetria.

### Cronologia
- Joan Arnella i Torrent (1611-1639): Arnella, mossèn de Sant Pere, va encetar diverses tasques amb l'objectiu de recuperar una mica l'esplendor del conjunt eclesiàstic, malmès des de la pèrdua de la parroquialitat el 1601. Juntament amb el pare Diago,[34] fou dels primers a relacionar l'antiga seu d'Ègara amb el conjunt monumental. Entre les seves intervencions destaquen la de l'església de Santa Maria, l'any 1611; l'ampliació de la casa del diaca, l'any 1616; les obres de l'església de Sant Miquel, que afectaren bàsicament la façana sud i una part de les teulades; la construcció de les voltes de plec de llibre, els anys 1616-1622; i la clausura de la cripta localitzada sota l'absis de Sant Miquel, l'any 1618. Mossèn Arnella menciona la conservació del mur que existia entre l'església de Santa Maria i la de Sant Miquel, i que servia de separació de l'espai parroquial de la canongia de Sant Ruf, a l'entorn de l'església de Santa Maria, el qual va ser enderrocat l'any 1613. Ara, després dels treballs d'investigació, sembla clar que aquest mur corresponia a la façana nord de la catedral egarenca, de la qual resten encara indicis de conservació a l'angle nord-oest del braç nord de l'església romànica de Santa Maria, i part de la seva prolongació cap a l'oest.[7]
- Fèlix Torres i Amat (1818): Gràcies al finançament del terrassenc Joaquim de Sagrera, mossèn Torres i Amat va començar una recerca arqueològica amb l'objectiu de localitzar una segona església sota l'edifici de Sant Miquel, ja que la memòria popular mantenia viva la creença de la seva existència, excavant entre les vuit columnes. No existeix documentació detallada sobre què hi van trobar, sota les rajoles. El que sí que van trobar va ser l'antic accés a la cripta existent sota l'absis, tapiat per mossèn Arnella.[35]
- Francesc de Paula del Villar i Carmona i Lluís Muncunill (1895-1896): El 1895 es van dur a terme unes obres de reforma de Sant Pere i el seu entorn més immediat, com les construccions afegides entre el braç sud i Sant Miquel, i es van enderrocar les cases del campaner i del diaca, que deixaven a la vista l'edifici romànic i l'absis trilobulat. En extreure el retaule barroc van descobrir l'existència de l'antic retaule de pedra i les restes d'un paviment.[36]
- Josep Puig i Cadafalch (1906-1933): El 1889 l'arquitecte va publicar una monografia sobre el conjunt que va donar repercussió internacional a les esglésies, fet que va despertar un nou interès per continuar la recerca. Puig i Cadafalch pensava que Sant Miquel tenia la funció de baptisteri, i el 1906 va encetar un nou període d'excavacions i que van servir, al seu parer, per confirmar la seva teoria. Els treballs de reconstrucció i rehabilitació es van allargar fins al 1929. També va dirigir el desmantellament del cementiri parroquial l'any 1917.[37]
- Jeroni Martorell (1939-1951): El 1939, Martorell va rebre l'encàrrec de reparar i condicionar l'església de Sant Pere. Els treballs se centraren en l'enjardinament del conjunt i la construcció d'un mur de tanca. El 1947 també va rehabilitar l'interior de Santa Maria.[38]
- Epifani de Fortuny i Josep de C. Serra-Ràfols (1947): Les troballes de Serra-Ràfols van ajudar a definir la primera basílica episcopal, del segle v, així com la troballa del mosaic dels Paons.[38]
- Salvador Alavedra i Invers (1959): Alavedra va aprofitar les obres d'urbanització del carrer Major de Sant Pere, la plaça del Rector Homs i el carrer de la Rectoria per realitzar una intervenció arqueològica que va demostrar que no només el conjunt episcopal disposava de restes arqueològiques, sinó també el seu entorn proper, que abastava una cronologia que va de l'època ibèrica a la romànica.[39]
- Jordi Ambròs (1975-1980): El Ministeri de Cultura va patrocinar tres campanyes d'intervenció a les teulades de les esglésies, que van permetre descobrir el paviment de picadís original a Sant Pere i una part de l'absidiola central de l'absis. En la restauració de Santa Maria es van poder identificar les diverses etapes constructives i es va deduir que el volum de la nau central era l'original.
- Antonio Moro (1982-1988): Un temporal de pluja, el 1982, va descobrir uns enterraments fins en aquell moment desconeguts, que va provocar una intervenció posterior el 1987, amb motiu de la urbanització del carrer de la Rectoria. Aquests enterraments permeten de nou analitzar tota l'estratigrafia de l'evolució del conjunt, des de l'època iberoromana fins al temps de la sagrera de Santa Maria.[40]
- Pla director (1995-1997): Amb les darreres grans intervencions, que es van iniciar el 1995, es va poder determinar que les esglésies de Sant Pere de Terrassa són hereves d'un conjunt episcopal complex del qual encara es conserven importants restes. També van permetre millorar la informació sobre les fases constructives i relacionar els edificis entre ells.[41]

### Estructures inferiors
Les estructures inferiors localitzades correspondrien a un assentament de tipus rural, probable vil·la, poc documentada malgrat l'associació de materials ceràmics dels segles II i I aC a un conjunt de sitges i dolis. És interessant remarcar l'existència de materials anteriors al segle ii aC, procedents de les campanyes de Puig i Cadafalch, factor que ha proporcionat arguments a la tradicional creença de la ubicació en aquesta zona del nucli indígena d'Ègara. Aquests materials no són associats, ara per ara, a les estructures conegudes. Pere de Palol i Salellas distingeix les següents construccions, posteriors a les restes d'una casa romana: en primer lloc les restes d'un temple de tres naus, del qual tan sols se'n conserven les fonamentacions de columnes. Un segon temple d'una sola nau de 89,50 m d'amplada i 15 m de longitud, amb contraforts exteriors. Una tercera fase seria la corresponent a la basílica d'una sola nau, amb absis a l'est i una exedra al mur sud. Estaria pavimentada per un mosaic geomètric, datat per Xavier Barral com a pertanyent a mitjan segle V de la nostra era, tal com succeeix amb la lauda sepulcral de Cecilià. A l'est d'aquesta es localitzaria un baptisteri amb edifici propi. Correspondria a la primera basílica episcopal. Una darrera fase seria l'ampliació del temple anterior a tres naus de 18,50 m d'amplada, aprofitant-ne el mosaic en un primer moment a la nau central i pavimentant les laterals amb opus testaceum. Reformes posteriors van cobrir totalment aquest mosaic amb opus testaceum, moment datat als segles VI-VII.

### Zona exterior
Les campanyes més recents realitzades des de l'any 1982 per Antonio Moro es van centrar a la zona exterior de l'actual recinte monumental, al carrer de la Rectoria i la plaça del Rector Homs. Aquestes actuacions, junt amb la campanya efectuada per Salvador Alavedra, van documentar sectors de necròpolis amb una àmplia cronologia. A la zona de la plaça del Rector Homs es posaren al descobert (1959) unes 10 sepultures amb tegulae a doble vessant, datades com a anteriors al segle iii. Al carrer de la Rectoria, Moro localitzà una sepultura amb tegulae a doble vessant, orientada al nord, amb aixovar molt senzill (una agulla de bronze amb cap poligonal), associada amb ceràmica comuna romana. També en aquesta zona es localitzaren dues sepultures més amb lloses, una de les quals és datada en un moment posterior al segle v. Pel que fa a la resta d'estructures localitzades durant les darreres campanyes, cal destacar una sitja amb materials del segle ii aC (de ceràmica campaniana, i un fragment d'àtica) i tres sitges més, amb materials corresponents al segle I dC, possiblement relacionades amb l'existència de la vil·la. Aquestes darreres estructures, excavades al carrer de la Rectoria, han aparegut junt amb vuit sitges medievals, amb ceràmica grisa, corresponents als segles xi i xii. En darrer lloc, cal destacar les troballes epigràfiques i d'elements constructius aïllats, reutilitzats en el conjunt arquitectònic. Un pedestal en honor d'Antoninus Pius (CIl II 4494) i la inscripció dedicada a Quint Granni Optat, fill de Quint, de la tribu Galèria, duumvir d'Ègara, tribú militar, per la seva esposa Grànnia Antusa (CIL 4495), corresponen als, fins ara, únics testimonis epigràfics que referencien l'existència del municipi romà d'Ègara.